# ミュージックステーションスーパーライブ
『ミュージックステーションスーパーライブ』（英称：MUSIC STATION SUPERLIVE）は、テレビ朝日系『ミュージックステーション』の年末音楽特別番組である。
1992年（平成4年）から毎年12月第3 - 5週目（12月18日 - 12月30日の期間）金曜日に千葉県千葉市美浜区にある幕張メッセイベントホールから生放送されている。ステレオ放送、ハイビジョン制作、番組連動データ放送、リアルタイム字幕放送 を実施。「スーパーライブ」、「ミュージックステーションスペシャル」、「Mステスペシャル」、「Mステスーパーライブ」といった通称でもよばれる。
第1回（1992年）から第11回（2002年）は『ミュージックステーションスペシャル スーパーライブ（年）』、第12回（2003年）から第27回（2018年）は『ミュージックステーション スーパーライブ（年）』、第28回（2019年）から第31回（2022年）は『ミュージックステーション ウルトラスーパーライブ（年）』のタイトルで放送。
第32回（2023年）からは再び、『ミュージックステーション スーパーライブ（年）』のタイトルで放送されている。

## 概要
毎週金曜日21時台に生放送されている長寿音楽番組『ミュージックステーション』（『Mステ』）の年末特別番組・音楽番組である。
1975年から毎年11月に行われていた『全日本歌謡音楽祭』の終了後、1991年11月6日に『水曜特バン!』の枠内で、賞レースの要素を撤廃した生放送の音楽特番『特別企画!夢の音楽祭 今夜歌手267名生出演 史上最大の感謝祭』を放送した。この時の司会は『Mステ』からタモリと当時のサブ司会である生島ヒロシ、そして『歌謡びんびんハウス』の笑福亭鶴瓶、『華麗にAh!so』の研ナオコが加わった。その翌年に『全日本歌謡音楽祭』の事実上の後継番組として改めて本特番が企画された。2022年（第31回）以降は、総合司会をタモリと鈴木新彩（テレビ朝日アナウンサー）が務める。
毎年、その年を代表する20〜40組ものゲストアーティストたちが、幕張メッセ（イベントホール）に一堂に集結し、ファンの前でヒット曲・名曲、スペシャルメドレーなどを歌唱する。このほか、楽曲披露の前にはその年を振り返ったり、来年度の抱負について司会者とトークを展開する。なお、この年にテレビ朝日に入社した新人アナウンサーの前説がある。また、第28回（2019年）から第31回（2022年）、第33回（2024年）はテレビ朝日本社と併用して、幕張メッセとの二元中継を行っている。
NHKの大晦日音楽番組『NHK紅白歌合戦』のような、掛け合い寸劇や全員合唱、ロックバンド等に嫌われがちな過剰演出も行われず、純粋に音楽を聴かせ自身のパフォーマンスを行うことを目的としたライブである。
本番組の通算放送回数には、この『スーパーライブ』の回もカウントされている。実際に記念回に当たったのは、第1300回の2018年のみ。

### 番組史
第1回の放送は1992年12月18日。ゲストアーティスト15組が一堂に会し、当時千葉県浦安市にあった東京ベイNKホールから『ミュージックステーションスペシャル スーパーライブ92』のタイトルで生放送された。
以後、継続して毎年12月第3 - 4金曜日に年末恒例で生放送されている。第1回の放送時間は2時間半だったが、その後年々放送時間が拡大され、1990年代後半に入ってからは4時間程度のコンサートとして定着。出演するアーティストも回を増す毎に20〜40組以上に増加している。
1994年からは『ニュースステーション』の年内最終放送日の翌日（年末年始休止期間）に放送されていた。2000年は12月22日、『Nステ』最終年となった2003年は12月19日が年内最終放送日と一週間早く終了している。『報道ステーション』となった2004年以降は、『報ステ』の年内最終放送日を待たずに、その日の『報ステ』を放送休止してスーパーライブを放送するというケースもある。
2000年代頃からは、前座番組かつ報道番組『スーパーJチャンネル』の終盤（本番組放送開始直前）にその年の本番組に出演するアーティストから1 - 2組が出演し、本会場から『Jチャンネル』のスタジオと中継を繋いで、『Jチャンネル』の出演者と会話をするのが恒例化している。なお、2019年は放送時間の関係で『Jチャンネル』は休止。また、第12回（2003年）から第27回（2018年）は『ミュージックステーション スーパーライブ（年）』のタイトルで放送していた。
2010年 - 2012年は、本番組がジャニーズ事務所所属アーティストが出演する年末音楽特番で、唯一ジャニーズ所属タレントが一切司会に関与しない番組となった。
第28回（2019年）は、秋に放送していた「ウルトラFES」（2015年 - 2018年放送）と統合され、『ミュージックステーション ウルトラスーパーライブ（年）』のタイトルで放送。第28回（2019年）はスーパーライブ史上初の11時間10分による生放送。第29回（2020年）から第31回（2022年）はタイトルをそのままに、時間を短縮して6時間10分の生放送で行われていた。
第32回（2023年）は、5年ぶりに再びタイトルを『ミュージックステーション スーパーライブ（年）』とし、4時間40分の生放送を実施。第33回（2024年）は2年ぶりに6時間10分の生放送を行った。

### アーティストの出演傾向
『NHK紅白歌合戦』（NHK）に代わって、本番組を年末音楽特番の出演目標にするJ-POPアーティストが増えてきている（紅白出場は絶対にしない（いわゆる“アンチ紅白主義”）が逆にこのライブだけは必ず欠かさず出演するというグループ）。紅白に出場辞退を表明したミュージシャンが本番組を「年内最終出演番組」として選出することも多いため、年によっては紅白を上回る豪華なメンバーになることもあるが、このラインナップとは裏腹に視聴率（ビデオリサーチ調べ、関東地区・世帯・リアルタイム。以下略）は20%に届かないことが多く（15% - 18%程度）、年によっては15%を下回ることもあった（2004年・2008年・2009年）。しかし、2010年に再び15%台に視聴率を戻すと、2011年は19.3%と21世紀に入ってから最高となる数字を記録している。
18歳未満のアーティストおよびグループ在籍中の18歳未満のメンバーは労働基準法に伴い、番組開始から21時〜22時頃までの出演となる。そのため、18歳未満のアーティストおよび18歳未満のメンバーがいるグループはその時間内までに曲披露を行わなければならないことから、現在では未成年のジャニーズJr.をバックに付けるジャニーズ系グループはトップから連続で出演することが多い。
出演者は、基本的に年内のレギュラー放送に出演したアーティストが選出されるケースが多いが、globe（1995年）、稲葉浩志（1998年。ソロとして）、倖田來未・BoA（2001年）、女子十二楽坊（2003年）、羞恥心（2008年）、凛として時雨（2012年）、 HIKAKIN & SEIKIN・ BTS(防弾少年団)・松崎ナオ・渡辺直美（2017年）、MISIA（2019年）、DISH//・ビリー・アイリッシュ（2020年）、Ado・Ovall・Cocomi・前田公輝・内田真礼・10-FEET・Mirage Collective（2022年）、キョコロヒー（2023年）、ILLIT・すずきまゆみ・B小町・BOYNEXTDOOR（2024年）は本番組の出演が『Mステ』初出演となっている。
年内いっぱいで解散するグループ、グループを卒業するメンバーがいる場合には、スーパーライブが最後のMステ出演となる事が多い。レギュラー放送が最後の出演となる場合は、エンディングでタモリから花束が贈呈されるが、スーパーライブでは花束贈呈は割愛される。
基本的に人気のアーティストが番組中盤にあたる20時台後半から21時台前半にかけて、CMを一度も挟まずに立て続けに出演することが多く、SMAPは少なくとも2005年からはほぼ毎回21時直前に出演していた（2015年まで）。2016年から2018年はSMAPの出演パートに相当する部分が、複数のアーティストによるメドレー形式のステージとなっていた。

### ミュージック・ウェーブ・チャリティー基金
本番組では、1991年の『特別企画!夢の音楽祭 今夜歌手267名生出演 史上最大の感謝祭』から2008年までの18年間、「ミュージック・ウェーブ・チャリティー基金」と題し、番組のエンディング時に出演者の出演料の一部をテレビ朝日福祉文化事業団を通じて、児童福祉施設に楽器や音楽教材などに寄付されていた。なお、第1回（1992年）のみエンディングで贈呈式が行われた。寄付された児童福祉施設は2003年まではエンディングで、2004年からは番組中盤の際に表示されていた。

### 観覧希望
毎週金曜日21時から生放送されているレギュラー放送および「2時間スペシャル」、「3時間スペシャル」のスタジオ観覧は、出演アーティストのファンクラブ会員からの募集に限られるが、本番組に関しては一般からの応募も可能となっている。なお、観覧は応募抽選制となっており、公式ホームページから概要の閲覧、応募が可能である。
また、かつては2015年から2018年まで9月に放送されていた「ウルトラFES」の連動データ放送で、本番組の観覧ペアチケットのプレゼントを行っていた。視聴ポイントを必要分獲得すれば、応募が可能であった。

## 各回の放送概要
| 回     | 放送日         | 放送時間      | タイトル                                                                                           | 総合司会 | 総合司会   | 視聴率 |
| ------ | -------------- | ------------- | -------------------------------------------------------------------------------------------------- | -------- | ---------- | ------ |
| 第1回  | 1992年12月18日 | 19:30 - 21:54 | ミュージックステーションスペシャル スーパーライブ92                                                | タモリ   | 生島ヒロシ | 14.7%  |
| 第2回  | 1993年12月24日 | 19:30 - 21:54 | ミュージックステーションスペシャル スーパーライブ93                                                | タモリ   | 有賀さつき | 18.8%  |
| 第3回  | 1994年12月30日 | 20:00 - 22:54 | ミュージックステーションスペシャル スーパーライブ94                                                | タモリ   | 有賀さつき | 15.9%  |
| 第4回  | 1995年12月29日 | 20:00 - 22:45 | ミュージックステーションスペシャル スーパーライブ95                                                | タモリ   | 有賀さつき | 16.3%  |
| 第5回  | 1996年12月27日 | 19:00 - 22:44 | 450回記念 ミュージックステーションスペシャル スーパーライブ96                                      | タモリ   | 下平さやか | 17.6%  |
| 第6回  | 1997年12月26日 | 19:00 - 22:44 | 500回記念 ミュージックステーションスペシャル スーパーライブ97                                      | タモリ   | 下平さやか | 21.6%  |
| 第7回  | 1998年12月25日 | 19:00 - 22:44 | ミュージックステーションスペシャル スーパークリスマスライブ98                                      | タモリ   | 下平さやか | 15.5%  |
| 第8回  | 1999年12月24日 | 18:55 - 22:44 | テレビ朝日開局40周年記念特別番組 ミュージックステーションスペシャル スーパークリスマスイブライブ99 | タモリ   | 下平さやか | 15.7%  |
| 第9回  | 2000年12月29日 | 18:55 - 22:44 | ミュージックステーションスペシャル スーパーライブ2000                                              | タモリ   | 武内絵美   | 17.4%  |
| 第10回 | 2001年12月28日 | 19:00 - 22:44 | ミュージックステーションスペシャル スーパーライブ2001 〜祝・十周年記念ライブ〜                     | タモリ   | 武内絵美   | 15.2%  |
| 第11回 | 2002年12月27日 | 19:00 - 22:44 | ミュージックステーションスペシャル スーパーライブ2002                                              | タモリ   | 武内絵美   | 15.0%  |
| 第12回 | 2003年12月26日 | 19:00 - 23:04 | テレビ朝日開局45周年記念特別番組 ミュージックステーション スーパーライブ2003                       | タモリ   | 武内絵美   | 16.6%  |
| 第13回 | 2004年12月24日 | 19:00 - 23:09 | ミュージックステーション スーパーライブ2004 in さいたま                                            | タモリ   | 堂真理子   | 12.2%  |
| 第14回 | 2005年12月23日 | 19:00 - 23:10 | ミュージックステーション20周年記念 スーパーライブ2005 in 幕張                                      | タモリ   | 堂真理子   | 16.6%  |
| 第15回 | 2006年12月22日 | 19:00 - 23:10 | ミュージックステーション スーパーライブ2006                                                        | タモリ   | 堂真理子   | 18.6%  |
| 第16回 | 2007年12月21日 | 19:00 - 23:10 | テレビ朝日開局50周年記念特別番組 ミュージックステーション スーパーライブ2007                       | タモリ   | 堂真理子   | 17.4%  |
| 第17回 | 2008年12月26日 | 19:00 - 23:10 | テレビ朝日開局50周年記念特別番組 ミュージックステーション スーパーライブ2008                       | タモリ   | 竹内由恵   | 12.8%  |
| 第18回 | 2009年12月25日 | 19:00 - 23:10 | ミュージックステーション スーパーライブ2009                                                        | タモリ   | 竹内由恵   | 13.7%  |
| 第19回 | 2010年12月24日 | 19:00 - 23:10 | ミュージックステーション スーパーライブ2010                                                        | タモリ   | 竹内由恵   | 15.4%  |
| 第20回 | 2011年12月23日 | 19:00 - 23:10 | ミュージックステーション スーパーライブ2011 〜祝!20周年記念スペシャル〜                            | タモリ   | 竹内由恵   | 19.3%  |
| 第21回 | 2012年12月21日 | 19:00 - 23:10 | テレビ朝日開局55周年記念 ミュージックステーション スーパーライブ2012                               | タモリ   | 竹内由恵   | 15.5%  |
| 第22回 | 2013年12月27日 | 19:00 - 23:10 | テレビ朝日開局55周年記念 ミュージックステーション スーパーライブ2013                               | タモリ   | 弘中綾香   | 15.6%  |
| 第23回 | 2014年12月26日 | 19:00 - 23:10 | ミュージックステーション スーパーライブ2014                                                        | タモリ   | 弘中綾香   | 15.4%  |
| 第24回 | 2015年12月25日 | 19:00 - 23:10 | ミュージックステーション スーパーライブ2015                                                        | タモリ   | 弘中綾香   | 12.8%  |
| 第25回 | 2016年12月23日 | 19:00 - 23:10 | ミュージックステーション スーパーライブ2016                                                        | タモリ   | 弘中綾香   | 14.1%  |
| 第26回 | 2017年12月22日 | 19:00 - 23:10 | ミュージックステーション スーパーライブ2017                                                        | タモリ   | 弘中綾香   | 14.3%  |
| 第27回 | 2018年12月21日 | 19:00 - 23:10 | ミュージックステーション スーパーライブ2018                                                        | タモリ   | 並木万里菜 | 13.8%  |
| 第28回 | 2019年12月27日 | 12:00 - 23:10 | テレビ朝日開局60周年記念 ミュージックステーション ウルトラスーパーライブ2019                       | タモリ   | 並木万里菜 | 14.2%  |
| 第29回 | 2020年12月25日 | 17:00 - 23:10 | ミュージックステーション ウルトラスーパーライブ2020                                                | タモリ   | 並木万里菜 | 13.3%  |
| 第30回 | 2021年12月24日 | 17:00 - 23:10 | ミュージックステーション ウルトラスーパーライブ2021                                                | タモリ   | 並木万里菜 | 11.0%  |
| 第31回 | 2022年12月23日 | 17:00 - 23:10 | ミュージックステーション ウルトラスーパーライブ2022                                                | タモリ   | 鈴木新彩   | 10.2%  |
| 第32回 | 2023年12月22日 | 18:30 - 23:10 | ミュージックステーション スーパーライブ2023                                                        | タモリ   | 鈴木新彩   | 8.8%   |
| 第33回 | 2024年12月27日 | 17:00 - 23:10 | テレビ朝日開局65周年記念 ミュージックステーション スーパーライブ2024                               | タモリ   | 鈴木新彩   | 10.3%  |

注釈
1. 放送曜日はすべて金曜日で、放送時間はJST。
2. 各回の視聴率はビデオリサーチ社調べ、関東地区・世帯・リアルタイム。赤数字は最高視聴率、青数字は最低視聴率。

### 会場
| 会場                                                      | 使用年          | 収容人数        |
| --------------------------------------------------------- | --------------- | --------------- |
| 初代 東京ベイNKホール （千葉県浦安市）                    | 1992年 - 2003年 | 5,000人         |
| 2代目 さいたまスーパーアリーナ （埼玉県さいたま市中央区） | 2004年          | 12,000人        |
| 3代目 幕張メッセ・イベントホール （千葉県千葉市美浜区）   | 2005年 - 現在   | 4,000人 5,000人 |

### BS朝日における放送日時
BS朝日では2004 - 2012年度の間、毎年翌週に中継録画で、放送時間も同様に再放送を行っていた。放送時間はすべてJSTである。
| 放送年 | 放送日   | 放送時間               | 放送日遅れ |
| ------ | -------- | ---------------------- | ---------- |
| 2004年 | 12月30日 | 19:00 - 23:15（255分） | 6日遅れ    |
| 2005年 | 12月30日 | 18:00 - 22:10（250分） | 7日遅れ    |
| 2006年 | 12月28日 | 19:00 - 23:10（250分） | 6日遅れ    |
| 2007年 | 12月28日 | 19:00 - 23:15（255分） | 7日遅れ    |
| 2008年 | 12月29日 | 19:00 - 23:10（250分） | 3日遅れ    |
| 2009年 | 12月29日 | 19:00 - 23:10（250分） | 4日遅れ    |
| 2010年 | 12月28日 | 19:00 - 23:10（250分） | 4日遅れ    |
| 2011年 | 12月27日 | 19:00 - 23:10（250分） | 4日遅れ    |
| 2012年 | 12月28日 | 19:00 - 23:10（250分） | 7日遅れ    |

## 演出

### トップバッター・トリ・特効演出
| 回数   | 開催年 | トップバッター | トリ                                                                      | 特効演出 |
| ------ | ------ | --- | ------------------------------------------------------------------------- | --- |
| 第1回  | 1992年 | 森高千里 「私がオバサンになっても」 | KIX-S 「また逢える…」                                                     | B'z 「ZERO」 |
| 第2回  | 1993年 | SMAP 「$10」 | 松田聖子 「大切なあなた」 「Pearl-White Eve」                             | X JAPAN 「X」                                                                                                   |
| 第3回  | 1994年 | TOKIO 「LOVE YOU ONLY」 | 布袋寅泰 「薔薇と雨」                                                     | |
| 第4回  | 1995年 | 安室奈美恵 with SUPER MONKEY'S 「Body Feels EXIT」 「Chase the Chance」                                                                                            | PRINCESS PRINCESS 「Fly baby Fly」                                        | X JAPAN 「DAHLIA」                                                                                              |
| 第5回  | 1996年 | SPEED 「STEADY」 | SMAP 「SHAKE」                                                            | SMAP 「SHAKE」                                                                                                  |
| 第6回  | 1997年 | T.M.Revolution 「WHITE BREATH」 | 安室奈美恵 「CAN YOU CELEBRATE?」                                         | B'z 「スイマーよ!!」X JAPAN 「紅」                                                                              |
| 第7回  | 1998年 | モーニング娘。 「スペシャルメドレー」※ | TUBE 「きっと どこかで」                                                  | L'Arc〜en〜Ciel 「DIVE TO BLUE」GLAY 「誘惑」                                                                   |
| 第8回  | 1999年 | 嵐 「A・RA・SHI」 | SMAP 「Fly」                                                              | L'Arc〜en〜Ciel 「Driver's High」                                                                               |
| 第9回  | 2000年 | KinKi Kids 「夏の王様」 「雨のMelody」 「Hey!和」 「フラワー」 | 安室奈美恵 「NEVER END」 「think of me」                                  | B'z 「Seventh Heaven」                                                                                          |
| 第10回 | 2001年 | 嵐 「君のために僕がいる」 「SUNRISE日本」 「A・RA・SHI」 「時代」                                                                                                  | 桑田佳祐 「白い恋人達」 「波乗りジョニー」                                | B'z 「ultra soul」                                                                                              |
| 第11回 | 2002年 | タッキー&翼 「空のスクリーン」 「True Heart」 | 浜崎あゆみ 「Heartplace」 「Voyage」                                      | B'z 「熱き鼓動の果て」                                                                                          |
| 第12回 | 2003年 | NEWS 「NEWSニッポン」 | Mr.Children 「くるみ」                                                    | B'z 「IT'S SHOWTIME!!」                                                                                         |
| 第13回 | 2004年 | NEWS 「希望〜Yell〜」愛内里菜 「START」 | 浜崎あゆみ 「CAROLS」                                                     | B'z 「ARIGATO」                                                                                                 |
| 第14回 | 2005年 | KAT-TUN 「SHE SAID...」 「絆」 | B'z 「いつかのメリークリスマス」 「OCEAN」                                | SMAP 「BANG! BANG! バカンス!」                                                                                  |
| 第15回 | 2006年 | タッキー&翼 「Venus」 | Mr.Children 「しるし」                                                    | B'z 「衝動」 |
| 第16回 | 2007年 | Hey! Say! JUMP 「Ultra Music Power」 | 桑田佳祐 「明日晴れるかな」 「ダーリン」                                  | B'z 「SUPER LOVE SONG」                                                                                         |
| 第17回 | 2008年 | 関ジャニ∞ 「無責任ヒーロー」 | Mr.Children 「HANABI」 「GIFT」                                           | KAT-TUN 「DON'T U EVER STOP」                                                                                   |
| 第18回 | 2009年 | KAT-TUN 「RESCUE」 「ONE DROP」 | 桑田佳祐 「白い恋人達」 「君にサヨナラを」                                | 浜崎あゆみ 「Rule」                                                                                             |
| 第19回 | 2010年 | クリスマスSPステージ AKB48 「会いたかった」いきものがかり 「気まぐれロマンティック」嵐 「WISH」                                                                    | 福山雅治 「HELLO」 「桜坂」 「心color 〜a song for the wonderful year〜」 | 嵐 「Troublemaker」浜崎あゆみ 「Love Song」                                                                     |
| 第20回 | 2011年 | EXILE 「I Wish For You」 「Rising Sun」 | レディー・ガガ 「マリー・ザ・ナイト」 「ボーン・ディス・ウェイ」          | SMAP 「オリジナル スマイル」AKB48 「Everyday、カチューシャ」                                                    |
| 第21回 | 2012年 | ももいろクローバーZ 「猛烈宇宙交響曲・第七楽章「無限の愛」」 | 桑田佳祐 「涙をぶっとばせ!!」 「白い恋人達」                              | B'z 「愛のバクダン」嵐 「ワイルド アット ハート」                                                               |
| 第22回 | 2013年 | Hey! Say! JUMP 「Come On A My House」 「Ride With Me」 | GLAY×EXILE 「SCREAM」                                                     | ゴールデンボンバー 「女々しくて」SMAP 「シャレオツ」VAMPS 「DEVIL SIDE」                                        |
| 第23回 | 2014年 | ももいろクローバーZ 「泣いてもいいんだよ」 | EXILE TRIBE 「24WORLD」EXILE 「NEW HORIZON」                              | SMAP 「Top Of The World」X JAPAN 「Rusty Nail」                                                                 |
| 第24回 | 2015年 | EXILE 「24karats GOLD SOUL」 | X JAPAN 「BORN TO BE FREE」 「X」                                         | X JAPAN 「BORN TO BE FREE」                                                                                     |
| 第25回 | 2016年 | 三代目 J Soul Brothers 「Welcome to TOKYO」 | 桑田佳祐 「君への手紙」 「ヨシ子さん」                                    | RADIO FISH 「PERFECT HUMAN クリスマスバージョン」L'Arc〜en〜Ciel 「Don't be Afraid」X JAPAN 「Silent Jealousy」 |
| 第26回 | 2017年 | Sexy Zone 「ぎゅっと」 | 嵐 「Doors〜勇気の軌跡〜」 「つなぐ」 「Love so sweet」                   | |
| 第27回 | 2018年 | King & Prince 「シンデレラガール」ジャニーズWEST 「プリンシパルの君へ」嵐 「君のうた」                                                                             | 嵐 「夏疾風」 「WISH」                                                    | |
| 第28回 | 2019年 | テレビ朝日本社（第一部） Little Glee Monster 「世界はあなたに笑いかけている」幕張メッセ（第二部） DA PUMP 「P.A.R.T.Y. 〜ユニバース・フェスティバル〜」 「U.S.A.」 | 嵐 「Monster」 「Love so sweet」 「感謝カンゲキ雨嵐」                     | ゴールデンボンバー 「女々しくて」                                                                               |
| 第29回 | 2020年 | Jr. EXILE 「WAY OF THE GLORY」 | EXILE 「RED PHOENIX」 「Choo Choo TRAIN」                                 | |
| 第30回 | 2021年 | Jr. EXILE 「Choo Choo TRAIN」 （FANTASTICS） 「Touch The Sky」 （BALLISTIK BOYZ） 「No Limit」 （THE RAMPAGE） 「 Lovers Again」 （GENERATIONS）                   | 桑田佳祐 「SMILE〜晴れ渡る空のように〜」 「Soulコブラツイスト〜魂の悶絶」 | 松平健 「マツケンサンバⅡ」                                                                                      |
| 第31回 | 2022年 | なにわ男子 「ハッピーサプライズ」Little Glee Monster 「Join Us!」                                                                                                  | ゆず 「ALWAYS with you」                                                  | |
| 第32回 | 2023年 | 日向坂46 「One choice」なにわ男子 「I Wish」 | ゆず 「ビューティフル」                                                   | SixTONES 「こっから」                                                                                           |
| 第33回 | 2024年 | 新しい学校のリーダーズ 「Tokyo Calling」なにわ男子 「Alpha」 | Snow Man 「SBY」 「ブラザービート」                                       | Da-iCE 「I wonder」                                                                                             |

注釈
1. 1998年のモーニング娘。初出演時はグループ内ユニットも混同で「抱いてHOLD ON ME!」 → 「サマーナイトタウン」 → 中澤ゆうこ「カラスの女房」 → タンポポ「ラストキッス」 → 「抱いてHOLD ON ME!」（最後サビ）のメドレー。
2. トップバッターは基本的には若手が担当する事が多かったが、1999年から2010年までは毎年ジャニーズ勢が担当していた。トップバッターは曲披露後に司会の2人とトークをする。KAT-TUNはCDデビュー前にもかかわらずトップバッターだった。
3. トリは基本的に大御所格のベテランが担当する。
4. トップバッターとトリを双方経験しているのはSMAP、安室奈美恵、EXILE、嵐の4組（2025年時点。安室奈美恵はトップバッターは安室奈美恵 with SUPER MONKEY'Sとして。EXILEは2013年のトリはGLAY×EXILEとして。翌2014年に初めてEXILEとしてもトリを務める）。
5. トリを担当した回数が最も多いアーティストは桑田佳祐（6回）で、出演した回全てでトリを担当している。
6. SMAPは第14回（2005年） - 第24回（2015年）まで20:45頃から21:00前後までの間に固定されている。
7. 第13回（2004年）は2組が連続トップバッターを担当し、両者楽曲披露後にトークを行なった。第19回（2010年）はクリスマスSPステージと称して3組が過去の名曲をメドレー、披露後にも各々で楽曲披露の出番があった。第27回（2018年）はジャニーズ3組がメドレーを披露した。
8. 第22回（2013年）のトリはGLAY×EXILEであったが、アーティスト同士のコラボがトリを務めるのは初。
9. 第23回（2014年）のトリはEXILEとEXILE TRIBEの2組が連続で担当した。2組がトリを担当するのは初。
10. 第26回（2017年）・第27回（2018年）・第28回（2019年）のトリは、3年連続で嵐が担当した。なお、嵐においては第27回（2018年）ではトップバッターのメドレーにも参加したため、史上初めて同一回でトップバッターとトリを双方担当したアーティストとなった。
11. 第33回（2024年）のトリは当初L'Arc〜en〜Cielが担当する予定であったが、直前に京セラドーム大阪（大阪市）でのドームツアーを行っていたSnow Manの幕張への到着が遅れていたことから出演順が変更となったため、Snow Manがトリを担当することになった[49]。

### 主な仕掛け
花火
スーパーライブの目玉演出。当番組のオープニングを飾る他、番組の所々で使用される。種類も垂直上昇や空中大輪・2WAYなど多種多様。メイン司会のタモリはオープニングの爆音にクレームと言う程ではないが苦情をスタッフに突き付けているようで、「今年は（花火の演出は）あるんですか?」とタモリが前もって聞く事がある。
特にB'zが出演する際の花火は気合が入っているもののテレビサイズでは迫力がありすぎるため、20周年記念の際には特集が組まれた。
カラー&シルバーテープミサイル
筒状の中にテープが入っており、タイミングを計って発射される。
ファイヤーボール、ファイヤーファウンテン
一斉に上がるタイプと立て続けタイプの2種類がある。
風船&大玉
天井から降って来る風船は赤・青・黄・緑・白など。大玉も赤・青・桃・白（2004年の場合）と様々な色がある。
レーザー光線
主に緑色が主体だが、赤・青などもある。
アリーナオーバル
1周全長は約100Mで、東京ベイNKホールと幕張メッセで使用している仕掛け（第13回（2004年）のさいたまスーパーアリーナでは使用されなかった）。ドラマー以外がこの仕掛けを利用している。幕張からはタイトルロゴが付いたバージョンになっている。真ん中のセンターロードは2011年に一部改良した（特にポルノグラフィティが改良後初めて新しい機能を使用した）。第28回（2019年）以降は廃止されている。
オーバルジャップ台
オーバルの途中に4ヵ所程設けた歌い始めの所で、台に乗ったアーティストをスタッフが押し上げるらしい。英名はポップアップ。
紙吹雪
第14回（2005年）に登場。また、カラー&シルバーテープミサイルのように筒状の中に仕込んでタイミングよく発射される演出もある。
マウンテン
第14回（2005年）に登場。3段形式になっており最高は3mにも伸びる。
オーロラビジョン
第15回（2006年）に登場。縦5M・横15Mのジャンボセットとなっている。

### 新人アナウンサーの前説
当番組の放送開始前に、その年にテレビ朝日に入社した新人アナウンサーの前説がある。この表にもある通り、女性アナウンサーよりも男性アナウンサーの方が選ばれることが多い。ただ、2007年以降は新人担当枠という伝統は崩れつつある。また、この前説を担当するアナウンサーが、そのまま放送開始直前の15秒の生放送予告スポットも担当し、その年の会場から放送内容を紹介する。このスポットは、テレビ朝日や通常放送で直前スポットをネットしている放送局でも見る事が出来る。
| 回     | 開催年 | 担当アナウンサー | 備考                                                        |
| ------ | ------ | ---------------- | ----------------------------------------------------------- |
| 第1回  | 1992年 | 不明             |                                                             |
| 第2回  | 1993年 | 不明             |                                                             |
| 第3回  | 1994年 | 不明             |                                                             |
| 第4回  | 1995年 | 西脇亨輔         |                                                             |
| 第5回  | 1996年 | 不明             |                                                             |
| 第6回  | 1997年 | 平石直之         |                                                             |
| 第7回  | 1998年 | 上山千穂         |                                                             |
| 第8回  | 1999年 | 武内絵美         | 2000年4月から『Mステ』のサブ司会に就任。                    |
| 第9回  | 2000年 | 佐分千恵         |                                                             |
| 第10回 | 2001年 | 安西陽太         |                                                             |
| 第11回 | 2002年 | 清水俊輔         |                                                             |
| 第12回 | 2003年 | 川松真一朗       |                                                             |
| 第13回 | 2004年 | 佐々木亮太       |                                                             |
| 第14回 | 2005年 | 中村昭治         | 2009年にテレビ金沢へ移籍するも、翌2010年5月に出張先で急死。 |
| 第15回 | 2006年 | 島本真衣         | 同じ人物が2年連続で前説を担当するのは史上初めて。           |
| 第16回 | 2007年 | 島本真衣         | 同じ人物が2年連続で前説を担当するのは史上初めて。           |
| 第17回 | 2008年 | 加藤泰平         | 当時入社3年目のアナウンサーが担当。                         |
| 第18回 | 2009年 | 加藤真輝子       |                                                             |
| 第19回 | 2010年 | 菅原知弘         |                                                             |
| 第20回 | 2011年 | 斎藤康貴         |                                                             |
| 第21回 | 2012年 | 斎藤康貴         |                                                             |
| 第22回 | 2013年 | 菅原知弘         | 3年ぶりの起用。                                             |
| 第23回 | 2014年 | 菅原知弘         |                                                             |

## 放送データ 1990年代版

### 第1回（1992年）
- 番組タイトル：『ミュージックステーションスペシャル スーパーライブ92』
- ロゴ表記：『MUSIC STATION Special スーパーライブ '92』
- 放送日：12月18日 19:30 - 21:54（JST）
- 視聴率：14.7%（ビデオリサーチ調べ、関東地区・世帯・リアルタイム）

総合司会
- タモリ
- 生島ヒロシ

アーティスト
| - 杏里 - 織田哲郎 - 小野正利 - GAO - 工藤静香 - KIX-S - J-WALK - ZOO | - TUBE - TOSHI - B'z - 光GENJI - 槇原敬之 - 観月ありさ - 森高千里 |

| 番 | 歌手名     | 曲名                         |
| -- | ---------- | ---------------------------- |
| 1  | 森高千里   | 私がオバさんになっても       |
| 2  | 光GENJI    | リラの咲くころバルセロナへ   |
| 3  | GAO        | サヨナラ                     |
| 4  | 杏里       | LANI                         |
| 5  | 観月ありさ | TOO SHY SHY BOY!             |
| 6  | 織田哲郎   | いつまでも変わらぬ愛を       |
| 7  | 槇原敬之   | 北風～君にとどきますように～ |
| 8  | ZOO        | YAH-YAH-YHA                  |
| 9  | J-WALK     | 何も言えなくて…夏            |
| 10 | TOSHI      | made in HEAVEN               |
| 11 | 小野正利   | You're the Only…             |
| 12 | TUBE       | ガラスのメモリーズ           |
| 13 | B'z        | ZERO                         |
| 14 | 工藤静香   | 声を聞かせて                 |
| 15 | KIX・S     | また逢える…                  |

- 出演したアーティストは15組。うち太字はこの年の『第43回NHK紅白歌合戦』にも出場したアーティスト。
- ロゴ表記は「スーパーライブ'92」で筆文字風の文字だった。なお、当時の「Mステ」は「ニュースステーション」ロゴをベースとしたものだったが、「スーパーライブ」では異なるロゴが使用されており、第1回から「Mステ」の表記は一貫して「MUSIC STATION」と表記されている。
- この年のみTOSHIは、X JAPANではなくソロとして出演（以後は解散まで毎年X JAPANとして出演）。ニューヨークから中継で「made in HEAVEN」を披露した[14][15]。
- 槇原敬之はニューヨークから中継で「北風 〜君にとどきますように〜」を歌唱。杏里はハワイからの中継で「LANI」を披露した。このほか、ZOOはライブを行っている日本武道館から中継で「YA-YA-YA」をパフォーマンスした[14][15]。
- この年のみ、翌週に年内最後の通常放送があった。
- ステージセットがエンドステージのスタイルになっており、この年から第4回（1995年）までこのスタイルが継続された。なおこの年のみ、トークセットがメインステージの前の観客席側に設けられていた。

### 第2回（1993年）
- 番組タイトル：『ミュージックステーションスペシャル スーパーライブ93』
- ロゴ表記：『MUSIC STATION Special SUPER LIVE'93』
- 放送日：12月24日 19:30 - 21:54（JST）
- 視聴率：18.8%（ビデオリサーチ調べ、関東地区・世帯・リアルタイム）

総合司会
- タモリ
- 有賀さつき

アーティスト
| - X JAPAN - 工藤静香 - class - 米米CLUB - THE 虎舞竜 - SMAP - ZOO | - CHAGE and ASKA - T-BOLAN - 平松愛理 - 前田亘輝 - 松田聖子 - 森高千里 - 山根康広 |

| 番 | 歌手名         | 曲名                                   |
| -- | -------------- | -------------------------------------- |
| 1  | SMAP           | $10                                    |
| 2  | class          | 夏の日の1993                           |
| 3  | 森高千里       | 風に吹かれて                           |
| 4  | 山根康広       | Get Along Together〜愛を贈りたいから〜 |
| 5  | 前田亘輝       | そばにいるよ・Merry X'mas to you       |
| 6  | ZOO            | Ding Dong Express                      |
| 7  | THE 虎舞竜     | ロード                                 |
| 8  | 平松愛理       | 戻れない道                             |
| 9  | 工藤静香       | 慟哭                                   |
| 10 | CHAGE and ASKA | YAH YAH YAH                            |
| 11 | XJAPAN         | Tears・X                               |
| 12 | T-BOLAN        | わがままに抱き合えたなら               |
| 13 | 米米CLUB       | DAY DREAM                              |
| 14 | 松田聖子       | 大切なあなた・Pearl White Eve          |

- 出演したアーティストは14組。うち太字はこの年の『第44回NHK紅白歌合戦』にも出場したアーティスト[注 29]。
- この年からロゴ表記を「MUSIC STATION Special SUPER LIVE（年）」で統一した。
- SMAPはメンバー2人が急病で4人での出演。また、CHAGE and ASKAは史上最大の作戦 THE LONGEST TOUR 1993〜1994というコンサートツアーがあったため、同年3月12日放送の「YAH YAH YAH」を歌っていた映像が放送された[注 30][50]。
- X JAPANのステージではYOSHIKIが暴れてドラムを破壊し、セットの一部がカメラを直撃するハプニングが起きた。
- 司会の組み合わせは、前年のタモリ・生島ペアとこの年のタモリ・有賀ペアの間にタモリ・生島・有賀のトリオという時期があったが、スーパーライブの時期には掛からなかった。

### 第3回（1994年）
- 番組タイトル：『ミュージックステーションスペシャル スーパーライブ94』
- ロゴ表記：『MUSIC STATION Special SUPER LIVE'94』
- 放送日：12月30日 20:00 - 22:54（JST）
- 視聴率：15.9%（ビデオリサーチ調べ、関東地区・世帯・リアルタイム）

総合司会
- タモリ
- 有賀さつき

アーティスト
| - X JAPAN - m.c.A・T - 奥田民生 - 工藤静香 - 久宝留理子 - 篠原涼子 - SMAP | - trf - To Be Continued - TOKIO - 中森明菜 - 平松愛理 - 福山雅治 - 藤井フミヤ | - 藤谷美和子・大内義昭 - PRINCESS PRINCESS - 布袋寅泰 - 松田聖子 - Mr.Children - 森高千里 - LUNA SEA |

| 番 | 歌手名              | 曲名                                                 |
| -- | ------------------- | ---------------------------------------------------- |
| 1  | TOKIO               | LOVE YOU ONLY                                        |
| 2  | 久宝留理子          | 薄情・早くしてよ                                     |
| 3  | 篠原涼子            | 恋しさとせつなさと心強さと                           |
| 4  | 奥田民生            | 愛のために                                           |
| 5  | To Be Continued     | 君だけを見ていた                                     |
| 6  | m.c.A・T            | Bomb A Head!                                         |
| 7  | 藤谷美和子&大内義昭 | 愛が生まれた日・スペアキー〜愛されてもしょうがない〜 |
| 8  | SMAP                | がんばりましょう                                     |
| 9  | 福山雅治            | IT'S ONLY LOVE (オーケストラバージョン)              |
| 10 | 工藤静香            | Ice Rain                                             |
| 11 | 藤井フミヤ          | Days                                                 |
| 12 | TRF                 | BOY MEETS GIRL・survival dAnce ～no no cry more～    |
| 13 | Mr.Children         | innocent world・Tomorrow never knows                 |
| 14 | LUNA SEA            | ROSIER・TRUE BLUE                                    |
| 15 | 松田聖子            | 輝いた季節へ旅立とう                                 |
| 16 | PRINCESS PRINCESS   | THE SUMMER VACATION                                  |
| 17 | 森高千里            | 気分爽快                                             |
| 18 | 平松愛理            | あなたのいない休日                                   |
| 19 | X JAPAN             | Rusty Nail                                           |
| 20 | 布袋寅泰            | 薔薇と雨                                             |
| 21 | 中森明菜            | 月華                                                 |

- 出演したアーティストは21組。うち太字はこの年の『第45回NHK紅白歌合戦』にも出場したアーティスト。
- この年から開始・終了時間が20:00 - 22:54と3時間になり、『ニュースステーション』（現・『報道ステーション』）の年末年始休止期間でも放送が可能になった。
- X JAPANは会場には同席せず、当日行われていた『青い夜』のライブ会場から中継出演し、全国のお茶の間に「Rusty Nail」を届けた。なお中継はセットリストの18番目とかなり最後の方である。この模様はMC含めて後年発売されたDVDに完全収録されている。
- 放送日時が12月30日とこの「スーパーライブ」としては最も遅い時期に放送された。

### 第4回（1995年）
- 番組タイトル：『ミュージックステーションスペシャル スーパーライブ95』
- ロゴ表記：『MUSIC STATION Special SUPER LIVE'95』
- 放送日：12月29日 20:00 - 22:45（JST）
- 視聴率：16.3%（ビデオリサーチ調べ、関東地区・世帯・リアルタイム）

総合司会
- タモリ
- 有賀さつき

アーティスト
| - 安室奈美恵 with SUPER MONKEY'S - EAST END×YURI - X JAPAN - L⇔R - 小沢健二 - 工藤静香 - globe - 米米CLUB | - 篠原涼子 - シャ乱Q - 少年隊 - スピッツ - SMAP - 田村直美 - trf - TOKIO | - 中森明菜 - FIELD OF VIEW - PRINCESS PRINCESS - 藤井フミヤ - 福山雅治 - 森高千里 - LINDBERG - LUNA SEA |

| 番 | 歌手名                         | 曲名                                       |
| -- | ------------------------------ | ------------------------------------------ |
| 1  | 安室奈美恵 with SUPER MONKEY'S | Body Feels EXIT/Chase the Chance           |
| 2  | TOKIO                          | 風になって/うわさのキッス                  |
| 3  | EAST END×YURI                  | DA.YO.NE/MAICCA                            |
| 4  | 森高千里                       | 二人は恋人                                 |
| 5  | 小沢健二                       | 戦場のボーイズライフ/痛快ウキウキ通り      |
| 6  | 篠原涼子                       | Lady Generation                            |
| 7  | 田村直美                       | ゆずれない願い                             |
| 8  | L⇔R                            | KNOCKIN' ON YOUR DOOR                      |
| 9  | LUNA SEA                       | DESIRE                                     |
| 10 | SMAP                           | 俺たちに明日はある                         |
| 11 | LINDBERG                       | もっと愛しあいましょ                       |
| 12 | シャ乱Q                        | ズルい女・空を見なよ・My Babe 君が眠るまで |
| 13 | TRF                            | masquerade・Happening Here                 |
| 14 | 福山雅治                       | Message                                    |
| 15 | 藤井フミヤ                     | タイムマシーン                             |
| 16 | globe                          | DEPERTURES                                 |
| 17 | 少年隊                         | Oh!!・PGF                                  |
| 18 | スピッツ                       | ロビンソン                                 |
| 19 | 工藤静香                       | SEVEN                                      |
| 20 | 中森明菜                       | Tokyo Rose                                 |
| 21 | PRINCESS PRINCESS              | Fly Baby Fly                               |
| 22 | 米米CLUB                       | JUST MY FRIEND（スペシャルバージョン）     |

- 出演したアーティストは24組。うち太字はこの年の『第46回NHK紅白歌合戦』にも出場したアーティスト[注 31]。
- この年は番組終了時間が22:45と9分短縮し、放送時間が2時間45分となった。

### 第5回（1996年）
- 番組タイトル：『450回記念 ミュージックステーションスペシャル スーパーライブ96』
- ロゴ表記：『MUSIC STATION Special SUPER LIVE'96』
- 放送日：12月27日 19:00 - 22:44（JST）
- 視聴率：17.6%（ビデオリサーチ調べ、関東地区・世帯・リアルタイム）

総合司会
- タモリ
- 下平さやか

アーティスト
| - 相川七瀬 - 安室奈美恵 - ウルフルズ - X JAPAN - 岡本真夜 - 小沢健二 - Coming Century - 川本真琴 - KinKi Kids - GLAY | - globe - 近藤真彦 - THE YELLOW MONKEY - シャ乱Q - JUDY AND MARY - Swing Out Sister - SPEED - SMAP - TRF - dos | - TOKIO - DREAMS COME TRUE - B'z - FIELD OF VIEW - FUNK THE PEANUTS - MAX - 観月ありさ - 森高千里 - LINDBERG - LUNA SEA |

| 番 | 歌手名            | 曲名                                           |
| -- | ----------------- | ---------------------------------------------- |
| 1  | ウルフルズ        | ガッツだぜ!!                                   |
| 2  | Coming Century    | MADE IN JAPAN・大丈夫・Theme of Coming Century |
| 3  | MAX               | Seventies/GET MY LOVE                          |
| 4  | Kinki Kids        | FRIENDS・DISTANCE]                             |
| 5  | 観月ありさ        | PROMISE to PROMISE                             |
| 6  | SPEED             | STEADY                                         |
| 7  | dos               | close your eyes                                |
| 8  | FIELD OF VIEW     | ドキッ                                         |
| 9  | 岡本真夜          | Alone                                          |
| 10 | 相川七瀬          | [[恋心]                                        |
| 11 | 川本真琴          | 愛の才能                                       |
| 12 | 小沢健二          | 僕らが旅に出る理由・大人になれば               |
| 13 | 近藤真彦          | ミッドナイト・シャッフル                       |
| 14 | 安室奈美恵        | Don't wanna cry・a walk in the park            |
| 15 | SMAP              | SHAKE                                          |
| 16 | B'z               | SNOW・傷心                                     |
| 17 | GLAY              | BELOVED                                        |
| 18 | DREAMS COME TRUE  | 7月7日、晴れ・そうだよ                         |
| 19 | JUDY AND MARY     | そばかす                                       |
| 20 | シャ乱Q           | NICE BOY!・いいわけ                            |
| 21 | X JAPAN           | SCARS                                          |
| 22 | LINDBERG          | 君のいちばんに…                                |
| 23 | THE YELLOW MONKEY | 楽園                                           |
| 24 | TOKIO             | ありがとう…勇気・Everybody Can Do!             |
| 25 | 森高千里          | 銀色の夢                                       |
| 26 | Swing Out Sister  | あなたにいてほしい                             |
| 27 | TRF               | Hey! Ladies & Gentleman・LEGEND OF WIND        |
| 28 | FUNK THE PEANUTS  | 太陽にくちづけを!～あたしたち真夏のFUN・P～    |
| 29 | LUNA SEA          | END OF SORROW                                  |
| 30 | globe             | Can't Stop Fallin' in Love                     |

- 出演したアーティストは30組。うち太字はこの年の『第47回NHK紅白歌合戦』にも出場したアーティスト。
- タイトルでは450回記念の放送と銘打たれているが、実際はこの時点で450回目の放送ではなく、翌1997年1月17日の放送が450回であった。
- この年から番組開始時間が19:00と1時間繰り上がり、放送時間が3時間45分に拡大した。
- V6はこの年には6人では出演せず、Coming Centuryが出演していた。
- この年からステージセットが、現在まで続くアリーナオーバルのスタイルに移行された[注 32]。

### 第6回（1997年）
- 番組タイトル：『500回記念 ミュージックステーションスペシャル スーパーライブ97』
- ロゴ表記：『500th Celebration MUSIC STATION Special SUPER LIVE'97』
- 放送日：12月26日 19:00 - 22:44（JST）
- 視聴率：21.6%（ビデオリサーチ調べ、関東地区・世帯・リアルタイム）

総合司会
- タモリ
- 下平さやか

アーティスト
| - 相川七瀬 - 安室奈美恵 - ウルフルズ - エキセントリック少年ボウイオールスターズ - X JAPAN - F-BLOOD - Every Little Thing - 岡本真夜 - 華原朋美 - 河村隆一 - GLAY | - THE YELLOW MONKEY - 猿岩石 - 篠原ともえ - SHAZNA - シャ乱Q - SPEED - SMAP - 反町隆史 - T.M.Revolution - DEEN - TOKIO | - DREAMS COME TRUE - PUFFY - 浜田雅功 - B'z - 前田亘輝 - MAX - 観月ありさ - MOON CHILD - 森高千里 - L'Arc〜en〜Ciel - Le Couple |

| 番 | 歌手名                                   | 曲名                                           |
| -- | ---------------------------------------- | ---------------------------------------------- |
| 1  | T.M.Revolution                           | WHITE BREATH                                   |
| 2  | Every Little Thing                       | Shapes of Love                                 |
| 3  | 篠原ともえ                               | ウルトラリラックス・こころのうさぎ・まるもうけ |
| 4  | 猿岩石                                   | 白い雲のように                                 |
| 5  | 相川七瀬                                 | Bad Girls                                      |
| 6  | 岡本真夜                                 | サヨナラ                                       |
| 7  | TOKIO                                    | フラれて元気                                   |
| 8  | ウルフルズ                               | しあわせですか                                 |
| 9  | 観月ありさ                               | Days                                           |
| 10 | 河村隆一                                 | Days                                           |
| 11 | シャ乱Q                                  | パワーソング                                   |
| 12 | MOON CHILD                               | ESCAPE                                         |
| 13 | MAX                                      | Shinin' on-Shinin' love                        |
| 14 | F-BLOOD                                  | 「I」                                          |
| 15 | DEEN                                     | 夢であるように                                 |
| 16 | エキセントリック少年ボウイオールスターズ | 「エキセントリック少年ボウイ」のテーマ         |
| 17 | PUFFY                                    | MOTHER                                         |
| 18 | SPEED                                    | White Love                                     |
| 19 | SMAP                                     | 夜空ノムコウ・Peace!                           |
| 20 | B'z                                      | スイマーよ!!・Calling                          |
| 21 | GLAY                                     | HOWEVER                                        |
| 22 | 華原朋美                                 | Hate tell a lie・Every Morning                 |
| 23 | SHAZNA                                   | Melty Love                                     |
| 24 | THE YELLOW MONKEY                        | BURN                                           |
| 25 | Le Couple                                | 陽だまりの詩                                   |
| 26 | 反町隆史                                 | Forever                                        |
| 27 | 森高千里                                 | SNOW AGAIN                                     |
| 28 | 前田亘輝                                 | 君だけのTomorrow                               |
| 29 | 浜田雅功                                 | 春はまだか                                     |
| 30 | L'Arc~en~Ciel                            | 虹                                             |
| 31 | X JAPAN                                  | 紅・Forever Love                               |
| 32 | DREAMS COME TRUE                         | PEACE!・MARRY ME?                              |
| 33 | 安室奈美恵                               | CAN YOU CELEBRATE?                             |

- 出演したアーティストは33組。うち太字はこの年の『第48回NHK紅白歌合戦』にも出場したアーティスト。
- 前年同様500回記念と銘打たれたが、実際に500回目の放送を迎えたのは翌1998年3月6日の放送分である。
- X JAPANは、この年の9月22日に解散宣言をし、スーパーライブの5日後の12月31日には解散ライブも控えていたが、脱退を申し出たTOSHIも含めて出演した。
- B'zが、この年披露した「Calling」のアウトロで、稲葉浩志がCD音源にはないシャウトを連発した。以後B'zのライブで同曲が演奏される時は、このアレンジで披露されている。なおこのシーンが、瞬間最高視聴率28.4％を記録した[51]。
- この回からエンデイングは、最後の提供読みまで流れることになった。

### 第7回（1998年）
- 番組タイトル：『ミュージックステーションスペシャル スーパーライブ98』
- ロゴ表記：『MUSIC STATION Special SUPERSUPER LIVE'98LIVE'98』
- 放送日：12月25日 19:00 - 22:44（JST）
- 視聴率：15.5%（ビデオリサーチ調べ、関東地区・世帯・リアルタイム）

総合司会
- タモリ
- 下平さやか

アーティスト
| - 稲葉浩志 - Every Little Thing - 織田裕二 - 華原朋美 - カロゴンズ - Kiroro - KinKi Kids - GLAY - the brilliant green - JUDY AND MARY | - 鈴木あみ - SMAP - SPEED - タンポポ - 知念里奈 - TUBE - T.M.Revolution - DEEN - TOKIO - 中澤ゆうこ | - PUFFY - 浜崎あゆみ - 広瀬香美 - 福山雅治 - MAX - モーニング娘。 - 山崎まさよし - L'Arc〜en〜Ciel - LUNA SEA |

- 出演したアーティストは27組（タンポポ・中澤ゆうこを含めると29組）。うち太字はこの年の『第49回NHK紅白歌合戦』にも出場したアーティスト。
- B'zは出演しなかったものの、ソロ活動をしていた稲葉浩志がこのスーパーライブでテレビ初出演となった。
- この年と翌年は、メインステージの中央奥には、巨大なクリスマスツリーを配置。メインステージ全体が、クリスマスをイメージしたテイストになっていた。

### 第8回（1999年）
- 番組タイトル：『テレビ朝日開局40周年記念特別番組 ミュージックステーションスペシャル スーパーライブ99』
- ロゴ表記：『MUSIC STATION Special SUPER LIVE'99SUPER LIVE'99』
- 放送日：12月24日 18:55 - 22:44（JST）
- 視聴率：15.7%（ビデオリサーチ調べ、関東地区・世帯・リアルタイム）

総合司会
- タモリ
- 下平さやか

アーティスト
| - 相川七瀬 - aiko - 安室奈美恵 - 嵐 - Every Little Thing - KinKi Kids - GLAY - J-FRIENDS - the end of genesis T.M.R. evolution turbo type D - SIAM SHADE | - 19 - 鈴木あみ - SPEED - SMAP - 聖飢魔II - タンポポ - TUBE - TOKIO - TRICERATOPS - 八反安未果 - PUFFY | - 浜崎あゆみ - Hysteric Blue - V6 - プッチモニ - the brilliant green - MAX - 松たか子 - モーニング娘。 - 野猿 - 山崎まさよし - L'Arc〜en〜Ciel |

- 出演したアーティストは29組（J-FRIENDS・タンポポ・プッチモニを含めると32組）。うち太字はこの年の『第50回NHK紅白歌合戦』にも出場したアーティスト。KinKi KidsとV6は正規の出場歌手ではないものの企画コーナーで登場し、それぞれの持ち歌「フラワー」「Believe Your Smile」を披露した[注 33]。
- この年と2000年は番組開始時間が18:55と5分繰り上がり、放送時間は3時間50分となっている。
- 当初はDREAMS COME TRUEも登場する予定だったが、吉田美和が体調不良のためグループでの出演はキャンセルした。
- 浜崎あゆみは「appears」の歌唱中に涙をこらえられなくなる一幕があった[注 34][53]。当時は涙の理由が謎だったため臆測を呼んだが、2019年に刊行された小説『M 愛すべき人がいて』の中で松浦勝人と破局直後だったことが明かされている[54]。

## 放送データ 2000年代版

### 第9回（2000年）
- 番組タイトル：『ミュージックステーションスペシャル スーパーライブ2000』
- ロゴ表記：『MUSIC STATION Special SUPER LIVE 2000』
- 放送日：12月29日 18:55 - 22:44（JST）
- 視聴率：17.4%（ビデオリサーチ調べ、関東地区・世帯・リアルタイム）

総合司会
- タモリ
- 武内絵美

アーティスト
| - aiko - 安室奈美恵 - 嵐 - 今井絵理子 - Every Little Thing - 鬼束ちひろ - KinKi Kids - globe - 郷ひろみ - 小柳ゆき - THE YELLOW MONKEY | - New Cinema 蜥蜴 - the brilliant green - J-FRIENDS - 19 - JUDY AND MARY - 鈴木あみ - TM NETWORK - T.M.Revolution - TOKIO - 花*花 - PUFFY | - 浜崎あゆみ - B'z - 平井堅 - hiro - V6 - 藤井隆 - ポルノグラフィティ - Whiteberry - MAX - モーニング娘。 - L'Arc〜en〜Ciel |

- 20世紀最後のスーパーライブ。出演したアーティストは31組（J-FRIENDSを含めると32組）。うち太字はこの年の『第51回NHK紅白歌合戦』にも出場したアーティスト。
- J-FRIENDSは翌年にV6、KinKi Kidsが出演していないため、事実上最後の出演となった。
- 司会者、アーティストにおける表示テロップに、アニメーションが施されるようになった。

### 第10回（2001年）
- 番組タイトル：『ミュージックステーションスペシャル スーパーライブ2001 〜祝・十周年記念ライブ〜』
- ロゴ表記：『MUSIC STATION Special SUPER LIVE 2001』
- 放送日：12月28日 19:00 - 22:44（JST）
- 視聴率：15.2%（ビデオリサーチ調べ、関東地区・世帯・リアルタイム）

総合司会
- タモリ
- 武内絵美

アーティスト
| - 愛内里菜 - aiko - 安室奈美恵（&VERBAL） - 嵐 - ウルフルズ - Every Little Thing - 鬼束ちひろ - Gackt - 木村弓 - GLAY | - 桑田佳祐 - CHEMISTRY - 倖田來未&BoA - ゴスペラーズ - 小室哲哉 - 小柳ゆき - ZONE - TOKIO - DREAMS COME TRUE - 浜崎あゆみ（&KEIKO） | - B'z - hitomi - 平井堅 - hiro - ポルノグラフィティ - 松浦亜弥 - Mr.Children - モーニング娘。 - 矢井田瞳 - RIP SLYME |

| 番 | 歌手名             | タイトル                                         |
| -- | ------------------ | ------------------------------------------------ |
| 1  | 嵐                 | 君のために僕がいる・SUNRISE日本・A・RA・SH・時代 |
| 2  | hiro               | Confession                                       |
| 3  | ZONE               | secret base ～君がくれたもの～                   |
| 4  | 松浦亜弥           | LOVE涙色                                         |
| 5  | hitomi             | IS IT YOU?                                       |
| 6  | 愛内里菜           | NAVY BLUE                                        |
| 7  | 矢井田瞳           | Look Back Again                                  |
| 8  | RIP SLYME          | One                                              |
| 9  | Gackt              | ANOTHER WORLD                                    |
| 10 | 木村弓             | いつも何度でも                                   |
| 11 | ウルフルズ         | 明日があるさ                                     |
| 12 | aiko               | おやすみなさい                                   |
| 13 | Every Little Thing | jump                                             |
| 14 | ポルノグラフィティ | アゲハ蝶・ヴォイス                               |
| 15 | 小柳ゆき           | Remain〜心の鍵                                   |
| 16 | 浜崎あゆみ＆KEIKO  | A song is born                                   |
| 17 | 倖田來未＆BoA      | The meaning of peace                             |
| 18 | 安室奈美恵＆VERBAL | Lovin' it                                        |
| 19 | モーニング娘。     | Mr.Moonlight～愛のビッグバンド～・ザ☆ピ～ス!     |
| 20 | Mr.Children        | Youthful days・君が好き                          |
| 21 | CHEMISTRY          | Point of No Return・PIECES OF A DREAM            |
| 22 | B'z                | GOLD・Ultra soul                                 |
| 23 | 平井堅             | KISS OF LIFE・Gaining Through Losing             |
| 24 | GLAY               | GLOBAL COMMUNICATION・ALL STANDARD IS YOU        |
| 25 | 鬼束ちひろ         | infection                                        |
| 26 | ゴスペラーズ       | ひとり                                           |
| 27 | TOKIO              | メッセージ                                       |
| 28 | 安室奈美恵         | Say the word                                     |
| 29 | DREAMS COME TRUE   | SNOW DANCE・いつのまに                           |
| 30 | 浜崎あゆみ         | Dearest                                          |
| 31 | 桑田佳祐           | 白い恋人達・波乗りジョニー                       |

- スーパーライブ10年目突入記念回。21世紀最初のMステスーパーライブである。出演したアーティストは30組（VERBAL・KEIKOを含めると32組）。うち太字はこの年の『第52回NHK紅白歌合戦』に[注 35] も出場したアーティスト。
- 年末に横浜アリーナで開催している年越しライブがサザンオールスターズ・桑田共に未開催だったため、桑田佳祐がスーパーライブ初出演。
- ジャニーズ事務所からこの年のスーパーライブに出演したのはTOKIOと嵐のみ。SMAPはメンバー・稲垣吾郎の不祥事で出演しなかった。
- この年は9月11日にアメリカ同時多発テロ事件が発生したことを受け、同ライブでは史上初のチャリティーミニライブが行われた。
- 番組フィナーレで城島茂（TOKIO）が「城島タモリ」を初披露した[注 36]。

### 第11回（2002年）
- 番組タイトル：『ミュージックステーションスペシャル スーパーライブ2002』
- ロゴ表記：『MUSIC STATION Special SUPER LIVE 2002』
- 放送：12月27日 19:00 - 22:44（JST）
- 視聴率：15.0%（ビデオリサーチ調べ、関東地区・世帯・リアルタイム）

総合司会
- タモリ
- 武内絵美

アーティスト
| - aiko - 安室奈美恵 - 嵐 - YeLLOW Generation - 上戸彩 - Every Little Thing - 鬼束ちひろ - GARNET CROW - Gackt - KICK THE CAN CREW - くず - GLAY | - CHEMISTRY - ゴスペラーズ - 島谷ひとみ - SMAP - ZONE - ソニン - タッキー&翼 - TOKIO - 中島美嘉 - 浜崎あゆみ - B'z - hitomi | - 平井堅 - hiro - V6 - 藤木直人 - 藤本美貴 - BoA - ホリー・ヴァランス - ポルノグラフィティ - 松浦亜弥 - モーニング娘。 - 矢井田瞳 - RAG FAIR |

| 番 | 歌手名             | タイトル                                        |
| -- | ------------------ | ----------------------------------------------- |
| 1  | タッキー＆翼       | 空のスクリーン -rainbow in my soul-・True Heart |
| 2  | ZONE               | 証                                              |
| 3  | RAG FAIR           | 恋のマイレージ                                  |
| 4  | 藤本美貴           | ロマンティック 浮かれモード                     |
| 5  | 上戸彩             | Pureness                                        |
| 6  | ソニン             | カレーライスの女                                |
| 7  | 嵐                 | a Day in Our Life・PIKA☆NCHI]                   |
| 8  | ホリー・ヴァランス | キス・キス                                      |
| 9  | Gackt              | ANOTHER WORLD                                   |
| 10 | hiro               | Eternal Place                                   |
| 11 | 藤木直人           | So Long…                                        |
| 12 | YeLLOW Generation  | 北風と太陽                                      |
| 13 | aiko               | あなたと握手                                    |
| 14 | 松浦亜弥           | Yeah! めっちゃホリディ                          |
| 15 | TOKIO              | Ding-dong                                       |
| 16 | SMAP               | FIVE RESPECT・freebird                          |
| 17 | くず               | 生きてることってすばらしい                      |
| 18 | CHEMISTRY          | It Takes Two・My Gift to You                    |
| 19 | モーニング娘。     | ここにいるぜぇ!・Do it! Now                     |
| 20 | ポルノグラフィティ | Mugen                                           |
| 21 | 平井堅             | 大きな古時計・Ring                              |
| 22 | B'z                | もう一度キスしたかった・熱き鼓動の果て          |
| 23 | 安室奈美恵         | Wishing On The Same Star                        |
| 24 | hitomi             | SAMURAI DRIVE                                   |
| 25 | KICK THE CAN CREW  | 地球ブルース～337～                             |
| 26 | 中島美嘉           | WILL                                            |
| 27 | GARNET CROW        | スパイラル                                      |
| 28 | 島谷ひとみ         | 亜麻色の髪の乙女                                |
| 29 | ゴスペラーズ       | 星屑の街                                        |
| 30 | 矢井田瞳           | アンデンテ                                      |
| 31 | V6                 | Feel your breeze                                |
| 32 | 鬼束ちひろ         | Castle・imitation                               |
| 33 | Every Little Thing | UNSPEAKABLE                                     |
| 34 | Gackt              | 忘れないから                                    |
| 35 | GLAY               | またここであいましょう・Way of Difference       |
| 36 | 浜崎あゆみ         | Heartplace・Voyage                              |

- スーパーライブ10周年記念回。
- 出演したアーティストは36組。うち太字はこの年の『第53回NHK紅白歌合戦』にも出場したアーティスト。
- この年だけ藤本美貴（モーニング娘。加入前）がソロで出演した。
- この回からメインステージに大型ビジョン、トークセットには映像モニタービジョンが配置された。
- この年2月からエンディングテーマが変わったことに伴い、スーパーライブのエンディングでは新旧のエンディングテーマが使われた。ミュージック・ウェーブ・チャリティー基金の紹介部分では2月まで使われていた「どうしても君を失いたくない - Instrumental -」、その後は「#1090[千夢一夜]」が流れた。

### 第12回（2003年）
- 番組タイトル：『テレビ朝日開局45周年記念特別番組 ミュージックステーション スーパーライブ2003』
- ロゴ表記：『tv asahi／ the 45th anniversary ⬢ MUSIC STATION ⬢ SUPER LIVE 2003⬢ MUSIC STATION ⬢ SUPER LIVE 2003』
- 放送日：12月26日 19:00 - 23:04（JST）
- 視聴率：16.6%（ビデオリサーチ調べ、関東地区・世帯・リアルタイム）

総合司会
- タモリ
- 武内絵美

アーティスト
| - 愛内里菜 - aiko - 安室奈美恵 - 嵐 - 175R - 上戸彩 - HY - Every Little Thing - EXILE - ORANGE RANGE - Gackt - KinKi Kids - ケツメイシ - CHEMISTRY | - ゴスペラーズ - 後藤真希 - 島谷ひとみ - 女子十二楽坊 - SPEED - SMAP - ZONE - タッキー&翼 - 玉置成実 - TUBE - TOKIO - 中島美嘉 - NEWS - HYDE | - はなわ - 浜崎あゆみ - B'z - 一青窈 - V6 - FLOW - BoA - ポルノグラフィティ - Mr.Children - 光永亮太 - モーニング娘。 - 森山直太朗 - L'Arc〜en〜Ciel - ロードオブメジャー |

| 曲順 | 曲順               | 曲順                                                               |
| 番   | アーティスト       | 曲目                                                               |
| ---- | ------------------ | ------------------------------------------------------------------ |
| 1    | NEWS               | NEWSニッポン                                                       |
| 2    | 玉置成実           | Believe・Realize                                                   |
| 3    | ロードオブメジャー | 僕らだけの歌                                                       |
| 4    | 島谷ひとみ         | YUME日和                                                           |
| 5    | 光永亮太           | Always                                                             |
| 6    | 後藤真希           | 抱いてよ! PLEASE GO ON                                             |
| 7    | 愛内里菜           | FULL JUMP                                                          |
| 8    | タッキー＆翼       | 夢物語                                                             |
| 9    | ケツメイシ         | 夏の思い出                                                         |
| 10   | Every Little Thing | また あした                                                        |
| 11   | HYDE               | HELLO                                                              |
| 12   | 上戸彩             | 微熱                                                               |
| 13   | 嵐                 | ハダシの未来・言葉より大切なもの                                   |
| 14   | ZONE               | true blue                                                          |
| 15   | BoA                | Shine We Are!                                                      |
| 16   | CHEMISTRY          | YOUR NAME NEVER GONE                                               |
| 17   | はなわ             | 佐賀県                                                             |
| 18   | モーニング娘。     | シャボン玉・Go Girl～恋のヴィクトリー～                            |
| 19   | ポルノグラフィティ | メリッサ                                                           |
| 20   | SMAP               | 世界に一つだけの花（ミュージックステーションスペシャルバージョン） |
| 21   | B'z                | IT'S SHOWTIME!!                                                    |
| 22   | 森山直太朗         | さくら                                                             |
| 23   | KinKi Kids         | 永遠のBLOODS                                                       |
| 24   | EXILE              | Together・Choo Choo TRAIN                                          |
| 25   | SPEED              | Body & Soul・Go! Go! Heaven・Walking in the rain                   |
| 26   | FLOW               | 贈る言葉・メロス                                                   |
| 27   | 女子十二楽坊       | 自由・地上の星                                                     |
| 28   | TOKIO              | AMBITIOUS JAPAN!                                                   |
| 29   | ORANGE RANGE       | 上海ハニー                                                         |
| 30   | aiko               | アンドロメダ                                                       |
| 31   | 175R               | 空に唄えば                                                         |
| 32   | HY                 | AM11:00                                                            |
| 33   | 一青窈             | もらい泣き                                                         |
| 34   | V6                 | Darling                                                            |
| 35   | 中島美嘉           | 雪の華                                                             |
| 36   | Gackt              | Last Song                                                          |
| 37   | 安室奈美恵         | SO CRAZY                                                           |
| 38   | ゴスペラーズ       | 新大阪                                                             |
| 39   | TUBE               | Let's go to the sea～OASIS～                                       |
| 40   | L'Arc～en～Ciel    | HONEY・READY STEADY GO                                             |
| 41   | 浜崎あゆみ         | No way to say                                                      |
| 42   | Mr.Children        | くるみ                                                             |

- 出演したアーティストは41組（HYDEを含めると42組）。うち太字はこの年の『第54回NHK紅白歌合戦』にも出場したアーティスト。
- この年のスーパーライブからHDTVカメラ撮影によるハイビジョン制作となり、同年12月1日から地上デジタルテレビ放送の本放送が開始され、当時開局していたテレビ朝日(東京)・メ〜テレ(名古屋)・ABCテレビ(大阪)の地上デジタル放送ではデジタルハイビジョン放送となる。地上アナログ放送では、画角が16:9のレターボックスでの放送。
- 12月31日をもってZONEを脱退するTAKAYOが、ZONEとしての最後の出演となった。
- 期間限定で再結成したSPEEDが、第8回（1999年）以来4年ぶりに出演。
- 2001年以降メンバーのソロ活動を行ない、活動休止状態だったL'Arc〜en〜Cielが久々にテレビ出演した。
- この年で、12年間にわたって全国のお茶の間にスーパーライブの熱狂を伝えた東京ベイNKホールからの放送は最後となる。
- 番組終了時間が23:04と20分繰り下がった事に伴い、放送時間が4時間5分に拡大した。
- アリーナオーバルに、新たなロードとして真ん中にセンターロードを追加された。またこの年の10月に、番組ロゴがマイナーチェンジし、ロゴが2代目にリニューアルされた事に伴い、スーパーライブのロゴ表記などが一部変更。このほか、楽曲紹介時における表示テロップに、レギュラー放送同様アニメーションが施されるようになった。
- この回でエンデイングでのミュージック・ウェーブ・チャリティー基金の紹介を廃止。翌年からは番組中盤にてスーパーロールで流れるようになった。

### 第13回（2004年）
- 番組タイトル：『ミュージックステーション スーパーライブ2004 in さいたま』
- ロゴ表記：『⬢ MUSIC STATION ⬢⬢ MUSIC STATION ⬢ SUPER LIVE 2004SUPER LIVE 2004』
- 放送日：12月24日 19:00 - 23:09（JST）
- 視聴率：12.2%（ビデオリサーチ調べ、関東地区・世帯・リアルタイム）

総合司会
- タモリ
- 堂真理子

アーティスト
| - 愛内里菜 - aiko - 安室奈美恵 - 嵐 - 上戸彩 - HY - EXILE - Every Little Thing - 大塚愛 - ORANGE RANGE - 河口恭吾 - Gackt - GLAY - 倖田來未 | - 後藤真希&松浦亜弥with特捜戦隊デカレンジャー - サスケ - 島谷ひとみ - タッキー&翼 - W - 東京事変 - TOKIO - DREAMS COME TRUE - 中島美嘉 - NEWS - nobodyknows+ - 波田陽区 - はなわ - パク・ヨンハ | - 浜崎あゆみ - 一青窈 - 平井堅 - 平原綾香 - B'z - V6 - FLOW - BoA - ポルノグラフィティ - モーニング娘。 - 森山直太朗 - L'Arc〜en〜Ciel |

- 出演したアーティストは40組。うち太字はこの年の『第55回NHK紅白歌合戦』にも出場したアーティスト。
- この年はさいたまスーパーアリーナ（埼玉県さいたま市中央区）で開催され、観客も以前の5,000人から12,000人までに拡大した。また、舞台のセットは3部構成で、そしてトークセットもNKホール時代に別箇に用意していたものを、ステージ真中の巨大クリスマスツリー風セットの下に用意した。
- この回からテレビ朝日系BSデジタル放送のBS朝日でも中継録画で放送されるようになり、12月30日の19:00 - 23:15（JST）に放送された[注 37]。
- この回も番組フィナーレでTOKIOの城島茂が「城島タモリ」を披露したが、その後2年間はフィナーレがTOKIOのレギュラー番組『メントレG』（フジテレビ系）の放送時間と重なってしまうため、それが放送枠移動で解消（2007年春）された翌年の第17回（2008年）まで披露しなかった。
- この年だけ番組終了時間が23:09と5分繰り下がり、翌年から放送時間が現在の4時間10分に拡大した。

### 第14回（2005年）
- 番組タイトル：『ミュージックステーション20周年記念 スーパーライブ2005 in 幕張』
- ロゴ表記：『“MUSIC STATION ▶ SUPERLIVE > 2005』
- 放送日：12月23日 19:00 - 23:10（JST）
- 視聴率：16.6%（ビデオリサーチ調べ、関東地区・世帯・リアルタイム）

総合司会
- タモリ
- 堂真理子

アーティスト
| - AI - aiko - 安室奈美恵 - 嵐 - アンダーグラフ - 伊藤由奈 - 上戸彩 - EXILE - 大塚愛 - O-ZONE - ORANGE RANGE - KAT-TUN - Crystal Kay | - K - ケツメイシ - 倖田來未 - コブクロ - 島谷ひとみ - 修二と彰 - スキマスイッチ - SMAP - D-51 - 東京事変 - TOKIO - DREAMS COME TRUE - トンガリキッズ | - 中島美嘉 - NEWS - 浜崎あゆみ - B'z - V6 - BoA - ポルノグラフィティ - 松浦亜弥 - モーニング娘。 - L'Arc〜en〜Ciel - レミオロメン |

- 出演したアーティストは37組。うち太字はこの年の『第56回NHK紅白歌合戦』にも出場したアーティスト。
- 今回は幕張メッセイベントホール（千葉県千葉市美浜区）で開催されており、この年以降幕張メッセで開催されるようになった。
- この年にロゴが3代目ロゴになった事から、スーパーライブのロゴ表記も『“MUSIC STATION ▶ SUPERLIVE > （年）』と大幅に変更された。また、この年からオープニングは、服部潤のナレーション[注 38]による出場歌手の紹介映像と提供クレジットが先に放送される編成に変更。特攻花火の演出は、最初のCMが終了した直後に行われるようになり、以後この編成が恒例化している[注 39][注 40]。
- 前回まで地上アナログ放送では、画角16:9のレターボックスで放送されていたが、画面が小さくなることで地上アナログテレビ放送の視聴者には不評だったことから通常放送同様に今回で一旦廃止。以降第18回（2009年）までは、地上アナログテレビ放送の画角4:3に合わせて、左右をカットして放送した。それに伴いテロップ位置も16:9画面に準じた位置から、4:3画面に準じた位置に移動した。
- この年「さくら」がオリコンシングルチャート年間2位の大ヒットとなったものの、テレビ出演をしてこなかったケツメイシが2年ぶりに出演した。ステージでは2004年のヒット曲「君にBUMP」とともに披露された。
- 今回からアリーナオーバルが復活し、後ろ側にも『“MUSIC STATION ▶ SUPERLIVE > 2005』と書かれたステージが用意された。また恒例のトークセットは、クリスマスツリーを何度も重ねたバージョンへ変身した。
- レコード会社「ジャニーズ・エンタテイメント」では番組内にCMを流したが、スポンサークレジットを表記していない。
- 今回のトリを務めたB'zは「いつかのメリークリスマス」と「OCEAN」の2曲を披露。この2曲はいずれもバラードだったことから、恒例となっている特効花火は使用されなかった。なお、特攻花火は、SMAPが「BANG! BANG! バカンス!」を歌唱したときに使用されることとなった。

- BS朝日では、12月30日 18:00 - 22:10（JST）に中継録画で放送された。

### 第15回（2006年）
- 番組タイトル：『ミュージックステーション スーパーライブ2006』
- ロゴ表記：『“MUSIC STATION ▶ SUPERLIVE > 2006』
- 放送日：12月22日 19:00 - 23:10（JST）
- 視聴率：18.6%（ビデオリサーチ調べ、関東地区・世帯・リアルタイム）

総合司会
- タモリ
- 堂真理子

アーティスト
| - aiko - Aqua Timez - 絢香 - 嵐 - アンジェラ・アキ - いきものがかり - 伊藤由奈 - EXILE - ENDLICHERI☆ENDLICHERI - 大塚愛 - ORANGE RANGE - KAT-TUN - キグルミ - 木村カエラ - KinKi Kids | - GLAY - 倖田來未 - コブクロ - SEAMO - 湘南乃風 - スキマスイッチ - SMAP - タッキー&翼 - ダニエル・パウター - DJ OZMA - 手嶌葵 - 堂本光一 - TOKIO - DREAMS COME TRUE - 中島美嘉 | - 浜崎あゆみ - B'z - 福山雅治 - V6 - BoA - ポルノグラフィティ - Mr.Children - mihimaru GT - 山下智久 - YUI - RIP SLYME - レミオロメン - WaT |

- 出演したアーティストは史上最多となる43組（KinKi Kidsのソロを除くと41組）。うち太字はこの年の『第57回NHK紅白歌合戦』にも出場したアーティスト。
- 出演者の増大によりメドレー（2曲以上披露）枠がSMAPとKAT-TUNのみとなったが、トリを務めたMr.Childrenは演奏時間が7分12秒の「しるし」をフル演奏した。
- アップフロントプロモーション（当時は「アップフロントエージェンシー」）所属アーティストは第1回（1992年）から毎年この番組に出演していたが、この年は出演者がいなかったため、これでアップフロント勢の出演は14年連続でストップし、この年以降からは2021年に森高千里が出演するまで一度も出演がなかった。
  - また1995年から出演してきた安室奈美恵も同じくライジングプロダクション所属アーティストもこの年の出演者がいなかったため11年連続でストップし、2017年に荻野目洋子が出演するまで同所属アーティストの出演がなかった。
- この年は幕張メッセ全体がまさしくセットとなり、バックには前回同様、『“MUSIC STATION ▶ SUPERLIVE > 2006』と書かれたステージが、さらにその後ろには10本の縦型の大型ビジョンを用意した。トークセットには、銀色に塗られた巨大なリボンがあり、番組ロゴが記載されたリボンテープによる装飾がところどころ施されていた。
- 当日の昼（13:20 - 13:55）に放送されていた黒柳徹子司会の『徹子の部屋』では、毎年年内最後のゲストとしてタモリが出演しているが、番組の放送中で「“MUSIC STATION ▶ SUPERLIVE > 2006 今夜7時から」と番組の宣伝テロップが、画面下に表示されていた。
- BS朝日では、『P&G Presents MUSIC STATION SPECIAL SUPER LIVE 2006』と題して12月28日19:00-23:10に中継録画で放送された。
- 従来までは『報道ステーション』（『ニュースステーション』時代を含む）はその番組のある前日以前に年内の放送は終了しているが、この年は12月26日までの放送でこの日は休止した上、この日の分の『報ステ』のスポンサーも提供した（一部のスポンサーは除く）。
- 当初は12月29日放送の予定だったが、翌30日に『日本レコード大賞』（TBS系列）がある関係上1週繰り上がったと思われる。また本来12月22日は19:00にスペシャル番組、21:00にドラマ『家族〜妻の不在・夫の存在〜』の最終回、21:54に『報ステ』が入る予定で、また12月29日に必ず最終週に放送していたABC制作の特番も予定していたが出演者の兼ね合いから、12月15日に繰り上がった（『芸人魂!ガチレース』〈20:00 - 21:54〉放送。そのため『家族』が12月8日に終了する形になった）。

### 第16回（2007年）
- 番組タイトル：『テレビ朝日開局50周年記念特別番組 ミュージックステーション スーパーライブ2007』
- ロゴ表記：『／tv asahi 50th anniversary “MUSIC STATION ▶ SUPERLIVE > 2007』
- 放送日：12月21日 19:00 - 23:10（JST）
- 視聴率：17.4%（ビデオリサーチ調べ、関東地区・世帯・リアルタイム）

総合司会
- タモリ
- 堂真理子

アーティスト
| - aiko - 秋川雅史 - Aqua Timez - 絢香 - 絢香×コブクロ - 嵐 - いきものがかり - EXILE - 大塚愛 - ORANGE RANGE - KAT-TUN - 関ジャニ∞ - KinKi Kids | - 桑田佳祐 - 倖田來未 - コブクロ - 湘南乃風 - スキマスイッチ - SMAP - タッキー&翼 - チャットモンチー - TOKIO - DREAMS COME TRUE - 中島美嘉 - NEWS - 浜崎あゆみ | - 平井堅 - B'z - 福山雅治 - V6 - FUNKY MONKEY BABYS - Hey! Say! JUMP - ポルノグラフィティ - 槇原敬之 - Mr.Children - mihimaru GT - YUI - L'Arc〜en〜Ciel - RIP SLYME |

- 出演したアーティストは39組（コラボレーションを含む）。うち太字はこの年の『第58回NHK紅白歌合戦』にも出場したアーティスト。12月7日に出演アーティスト、歌唱曲が発表された[16]。
- この年のセットは昨年と同様に『“MUSIC STATION ▶ SUPERLIVE > 2007』と書かれたステージが、さらにその後ろには10本の縦型の大型ビジョンを用意した。トークセットには、銀色に塗られた巨大な蝶ネクタイがいくつも飾られ、前年と同様に、番組ロゴが記載されたリボンテープによる装飾がところどころ施されていた。
- 放送日が12月21日と歴代2番目に早く、そのためか前年と異なり『徹子の部屋』年内最終放送日（本年は12月27日木曜日）とは重ならなかった。
- 生放送当日に堂の結婚が多くのスポーツ紙で報じられ、オープニングの出演者集合時に木村拓哉（SMAP）から祝福の花束が贈られ「結婚させて頂くことになりました」と結婚報告を行った（新聞報道では番組内での結婚報告予定はないとされていた）[57]。またエンディングでは、堂の母校・青山学院大学の先輩でもある桑田佳祐から、祝福コメントが述べられた。
- DREAMS COME TRUEは、この年9月にボーカルの吉田美和が内縁の夫を亡くした後3ヶ月間活動を休止していたが、本番組で復帰となった[58]。
- この年の番組レギュラー放送ではマイ・ケミカル・ロマンスやマルーン5、アヴリル・ラヴィーン、ジョン・レジェンドが出演し、全体的の洋楽市場でもMikaやショーン・キングストンなど同番組向きのアーティストがヒットし期待されたが、海外アーティストが1組も出演しなかった。1組も出演しなかったのは第10回（2001年）以来となる。
- 桑田佳祐が2001年以来2度目となる出演を果たし、前回同様トリでの出演で同じく2曲をフルコーラス披露した。この年は桑田の年越しライブ開催が発表されていたものの、放送日が21日と比較的早めに行われたために出演が可能となった。
- コブクロと絢香の2組の出場が重なったこともあってか両者の演奏が終わった後、終盤に絢香×コブクロとしての演奏があった。
- BS朝日では、12月28日 19:00 - 23:10（JST）に中継録画で放送された。
- 23時15分からは『テレビ朝日開局50周年記念ベストヒットメドレー!』を放送。『ミュージックステーション』で披露された楽曲の映像が流れた。

### 第17回（2008年）
- 番組タイトル：『テレビ朝日開局50周年記念特別番組 ミュージックステーション スーパーライブ2008』
- ロゴ表記：『／tv asahi 50th anniversary “MUSIC STATION ▶ SUPERLIVE > 2008』
- 放送日：12月26日 19:00 - 23:10（JST）
- 視聴率:12.8%（ビデオリサーチ調べ、関東地区・世帯・リアルタイム）

総合司会
- タモリ
- 竹内由恵

アーティスト
| - aiko - 青山テルマfeat.SoulJa - Aqua Timez - 絢香 - 絢香×コブクロ - 嵐 - いきものがかり - 大塚愛 - ORANGE RANGEwith勝俣州和 - GIRL NEXT DOOR - KAT-TUN - 関ジャニ∞ | - キマグレン - KinKi Kids - GLAY - 倖田來未 - コブクロ - 羞恥心 - 湘南乃風 - Superfly - SMAP - チャットモンチー - TOKIO - 中川翔子 | - 中島美嘉 - NEWS - Perfume - 平井堅 - V6 - 藤岡藤巻と大橋のぞみ - flumpool - Hey! Say! JUMP - ポルノグラフィティ - Mr.Children - L'Arc〜en〜Ciel | 演奏ゲスト - 勝俣州和 |

- 出演したアーティストは35組（コラボレーション等を含む）。うち太字はこの年の『第59回NHK紅白歌合戦』にも出場したアーティスト。12月5日に出演アーティストが発表された[59]。
- この秋に9代目の新しいサブ司会者として入った竹内由恵は、スーパーライブ初担当となった。オープニングの爆音も当然初体験でその爆音には相当に驚いたらしく、そのことを木村拓哉（SMAP）に突っ込まれていた。
- 藤岡藤巻と大橋のぞみは、スーパーライブで最年少（大橋）・最年長（藤巻直哉[注 41]）との記録をともに塗り替えた。
- 羞恥心はレギュラー放送には出演しておらず、このライブがデビューして最初で最後の出演であった。
- 出演予定だった浜崎あゆみは、開催直前の24日に過労による貧血で、高所から転落した際に右手を負傷。25日に手術を行ったが、安静が必要とされたため、当日に出演を辞退した[注 42][60]。スーパーライブでは「Days」を披露する予定であった[60]。
- 毎年特効花火のパフォーマンスが恒例となっていたB'zは、第8回（1999年）以来9年ぶりに出演がなかったため、特効花火パフォーマンスはKAT-TUNが「DON'T U EVER STOP」を披露した際に使われた[注 43]。また、B'zはこの年レギュラー放送にも一切出演していないが、これは番組に初出演して以降初めてのことだった。
- 「おしゃれ番長 feat.ソイソース」を引っ下げて登場したORANGE RANGEは、レギュラー出演時と同様に勝俣州和（ダンサー、一部ボーカル）を引き連れて登場。
- BS朝日では、12月29日 19:00 - 23:10（JST）に中継録画で放送された。

### 第18回（2009年）
- 番組タイトル：『ミュージックステーション スーパーライブ2009』
- ロゴ表記：『“MUSIC STATION ▶ SUPERLIVE > 2009』
- 放送日：12月25日 19:00 - 23:10（JST）
- 視聴率：13.7%（ビデオリサーチ調べ、関東地区・世帯・リアルタイム）

総合司会
- タモリ
- 竹内由恵

アーティスト
| - aiko - 絢香 - 嵐 - いきものがかり - HY - AKB48 - EXILE - 大塚愛 - KAT-TUN - 加藤ミリヤ×清水翔太 - 関ジャニ∞ - 木村カエラ - KinKi Kids | - 桑田佳祐 - 倖田來未 - コブクロ - JUJU with JAY'ED - Superfly - SMAP - 東方神起 - TOKIO - 中島美嘉 - 西野カナ - NEWS - Perfume - 浜崎あゆみ | - BIGBANG - 平井堅 - V6 - 福山雅治 - flumpool - Hey! Say! JUMP - ポルノグラフィティ - 遊助 - ゆず - ユニコーン - L'Arc〜en〜Ciel - レミオロメン |

- 出演したアーティストは38組（コラボレーション等を含む）。うち太字はこの年の『第60回NHK紅白歌合戦』にも出場したアーティスト。12月11日に出演アーティスト[61]、21日に歌唱曲が発表された[62]。
- SMAPは4月に草彅剛の不祥事があったが、わずか1ヵ月で復帰したため、新曲を発表することができた。
- JUJU with JAY'ED、東方神起、西野カナ、BIGBANG、AKB48、加藤ミリヤ×清水翔太は、年末音楽特番初出演となる。AKB48は番組史上最多人数での出演となった[61]。
- 放送時点で1000回カウントダウン企画を行っている。この回が通算995回であったが放送内でのカウントダウン企画は行われなかった。
- B'zの代わりとなる特効演出は、浜崎あゆみの「Rule」で担当した（女性アーティストが特効演出を担当したのは史上初）。
- Hey! say! JUMP、L'Arc〜en〜Cielはこの年新曲を1曲も発表していないが、Hey! Say! JUMPはクリスマスメドレー、L'Arc〜en〜Cielは「Hurry Xmas」をそれぞれ披露した[61]。
- BS朝日では、12月29日 19:00 - 23:10（JST）に中継録画で放送された。

## 放送データ 2010年代版

### 第19回（2010年）
- 番組タイトル：『ミュージックステーション スーパーライブ2010』
- ロゴ表記：『“MUSIC STATION ▶ SUPERLIVE > 2010』
- 放送日：12月24日 19:00 - 23:10（JST）
- 視聴率：15.4%（ビデオリサーチ調べ、関東地区・世帯・リアルタイム）

総合司会
- タモリ
- 竹内由恵

アーティスト
| - aiko - 嵐 - いきものがかり - AKB48 - EXILE - KAT-TUN - KARA - 関ジャニ∞ - KinKi Kids - 倖田來未 - コブクロ | - 斉藤和義 - JUJU - 少女時代 - Superfly - SMAP - タッキー&翼 - TOKIO - DREAMS COME TRUE - 西野カナ - NEWS - Perfume | - 浜崎あゆみ - FUNKY MONKEY BABYS - 福山雅治 - V6 - Hey! Say! JUMP - ポルノグラフィティ - moumoon - YUI - 遊助 - ゆず - L'Arc〜en〜Ciel |

企画
- クリスマスメドレー
嵐、AKB48、いきものがかり

- 出演したアーティストは33組。うち太字はこの年の『第61回NHK紅白歌合戦』にも出場したアーティスト。12月3日に出演アーティストが発表された。
- 2011年7月24日に地上アナログ放送が停波するのに伴い、2010年7月5日から地上デジタル放送への完全移行を前提にアナログ放送の全番組が画角16:9のレターボックスに移行した事で、本番組も地上アナログ放送では第13回（2004年）以来のレターボックスで放送された。これに伴い地上アナログ放送ではこの回が最後[注 44] となった。
- この回より、トーク中に表示されるアーティスト名の隣に、スーパーライブにおける出演回数を示す数字が表示される様になった[注 45] 。
- この回は“何時まで経っても色褪せない懐かしの大ヒット曲”と題して、出演したアーティストが今年発表した曲に加えて過去の名曲を披露した[注 46][64]。そのため、この年の内容は本番組より前に放送される日本テレビ系列『日テレ系音楽の祭典 ベストアーティスト』に近い形となっており、翌年以降もこの形で継続されるようになった。
- トップバッターはAKB48、いきものがかり、嵐の3組によるクリスマスSPステージ（それぞれの過去の持ち歌を1曲ずつメドレーで披露）で、ジャニーズ事務所所属ではないアーティストが担当するのは2004年の愛内里菜以来6年ぶりとなった。
- DREAMS COME TRUEが第16回（2007年）以来3年ぶりに出演（これが3年ぶりの民放への出演でもある）。また、YUIも第16回以来のスーパーライブ出演となり、当時未発売であった新曲「Your Heaven」を披露した。
- 今年の特効演出は、前年も担当した浜崎あゆみに加えて、嵐と福山雅治も実施。特効演出を複数のアーティストが担当したのは、今回が初めてである。
- ゆずが「夏色」を披露した際に行ったアンコールを、本来は1回だけの予定だったところを2回やったため、その後の進行スケジュールが押すことになった[注 47][65]。
- BS朝日では、12月28日 19:00 - 23:10（JST）に中継録画で放送された。

### 第20回（2011年）
- 番組タイトル：『ミュージックステーション スーパーライブ2011 〜祝!25周年記念スペシャル〜』[注 48]
- ロゴ表記：『MUSIC STATION SUPERLIVE 2011』
- 放送日：12月23日 19:00 - 23:10（JST）
- 視聴率：19.3%（ビデオリサーチ調べ、関東地区・世帯・リアルタイム）

総合司会
- タモリ
- 竹内由恵

アーティスト
| - aiko - 絢香 - 嵐 - いきものがかり - AKB48 - EXILE - KAT-TUN - KARA - 関ジャニ∞ - Kis-My-Ft2 | - 木村カエラ - KinKi Kids - 倉木麻衣 - 倖田來未 - 斉藤和義 - JUJU - 少女時代 - SMAP - 東方神起 - TOKIO | - 西野カナ - Perfume - 福山雅治 - V6 - Hey! Say! JUMP - ポルノグラフィティ - YUI - ゆず - L'Arc〜en〜Ciel - レディー・ガガ |

- スーパーライブ20年目突入記念回。出演したアーティストは30組。うち太字はこの年の『第62回NHK紅白歌合戦』にも出場したアーティスト。11月17日にレディー・ガガの出演[66][67]、12月9日に全出演アーティストが発表された[68]。
- 前回に引き続き、出演したアーティストの多くが今年発表した曲に加え、過去の名曲を披露するという形となった。この年の3月11日に発生した東日本大震災の被災地応援の意味合いも込められている。
- TOKIOが、スーパーライブ史上最多の18回連続18回目（デビュー年の1994年に初出演して以来毎年出演）の出演。
- 絢香がこの日の放送で音楽活動を再開し、『第60回NHK紅白歌合戦』以来2年ぶりのテレビ出演を果たした[69]。
- トップバッターはEXILEが担当。そのため、ジャニーズ事務所所属アーティストがトップバッターを担当しなかったのは、1998年以来13年ぶりとなった。また、トリはスーパーライブ初出演のレディー・ガガが担当[70]。初出演でトリを担当するのは第10回（2001年）の桑田佳祐以来10年ぶり2人目で、海外アーティストがトリを担当するのは今回が初めてである[注 49]。スーパーライブでは「マリー・ザ・ナイト」、「ボーン・ディス・ウェイ」を披露[70]。“レントゲン映像とセット融合させた病院シーン”をイメージした演出のもとでパフォーマンスした[70][71][72]。この演出・セット・アイデアには、ガガ本人も喜んだという[71]。
- 番組エンディングでは、トリを務めたレディー・ガガも登場し、タモリとトークを行った。このほか、城島茂（TOKIO）がフィナーレ恒例の城島タモリを披露したものの、タモリがガガとトークしていたことで全く触れられないまま、近くにいたAKB48のメンバーに爆笑される形で終了した[72]。
- BS朝日では、12月27日 19:00 - 23:10（JST）に中継録画で放送された。
- センターロードの改良や後ろのパネルの追加など、一部演出やセットが新しくなった。
- この年より10月にロゴが4代目ロゴになった事から、第14回（2005年）より6年ぶりにスーパーライブのロゴ表記も『MUSIC STATION SUPERLIVE（年）』と大幅に変更された[注 50][注 51]。
- 瞬間最高視聴率は、SMAPが歌った20:57 - 20:58での場面が26.5％であった。このほか、絢香の復帰発表後、初めてテレビ出演した場面が22.1％、レディー・ガガによる大トリを務めた場面が21.8％であった[21]。

### 第21回（2012年）
- 番組タイトル：『テレビ朝日開局55周年記念 ミュージックステーション スーパーライブ2012』
- ロゴ表記：『MUSIC STATION SUPERLIVE 2012』
- 放送時間：12月21日 19:00[注 52] - 23:10[73]（JST）
- 視聴率：15.5%（ビデオリサーチ調べ、関東地区・世帯・リアルタイム）

総合司会
- タモリ
- 竹内由恵

アーティスト
| - aiko - 絢香 - 嵐 - いきものがかり - AKB48 - EXILE - KAT-TUN - 関ジャニ∞ - Kis-My-Ft2 - きゃりーぱみゅぱみゅ - KinKi Kids - 桑田佳祐 | - 倖田來未 - コブクロ - JUJU - Superfly - SMAP - SEKAI NO OWARI - ソナーポケット - TOKIO - 西野カナ - Perfume - B'z - FUNKY MONKEY BABYS | - 福山雅治 - PRINCESS PRINCESS - Hey! Say! JUMP - ポルノグラフィティ - 前田敦子 - Mr.Children - ももいろクローバーZ - YUI - YUKI - ゆず - L'Arc〜en〜Ciel - 凛として時雨 |

- スーパーライブ20周年記念回。
- 出演アーティストは36組。うち太字はこの年の『第63回NHK紅白歌合戦』にも出場したアーティスト。11月30日に出演アーティスト35組[74]、12月18日に前田敦子の出演が発表された[75]。初出演は7組[76]。そのうちYUKI[注 53] 、前田敦子[注 54] [77]は、ソロとしてスーパーライブ初出演。レギュラー放送に出演がなかった凛として時雨は、このスーパーライブがMステ初出演となる[76]。なお、前田はAKB48卒業後初のMステ出演かつ現役メンバーとの共演となった[75]。
- AKB48のステージでは、「永遠プレッシャー」を披露している時に中田ちさとが転倒するアクシデントが発生した[78]。
- 2013年3月31日をもって解散することを発表したFUNKY MONKEY BABYSは、最後のスーパーライブとなった[76]。また、年内をもって活動休止となるYUIは、休止前最後のスーパーライブとなった[76]。
- 城島茂（TOKIO）がフィナーレ恒例の城島タモリを披露したが、ステージの端の方にいるところがわずかに映っただけで、前年同様まったく触れられなかった。
- B'zは5年ぶりのスーパーライブ出演。楽曲披露時には、演出として特効花火が使用された[76]。また、Mr.Childrenも4年ぶりのスーパーライブ出演となった[76]。
- 2012年限定で再結成したPRINCESS PRINCESSは、17年ぶりのスーパーライブ出演。「M」、「Diamonds」を披露した[76]。
- 2008年から担当した竹内由恵は、翌年秋に番組を卒業した為、この2012年のスーパーライブが最後のスーパーライブとなった。
- この年の『報道ステーション』の年内最終放送日は12月25日で、この日の『報ステ』は放送休止となった。
- BS朝日では、12月28日 19:00 - 23:10（JST）に中継録画で放送された。尚、BS朝日での中継録画はこれを最後に終了した。

### 第22回（2013年）
- 番組タイトル：『テレビ朝日開局55周年記念 ミュージックステーション スーパーライブ2013』
- ロゴ表記：『／tv asahi 55th anniversary MUSIC STATION SUPERLIVE 2013』
- 放送時間：12月27日 19:00 - 23:10（JST）
- 視聴率：15.6%（ビデオリサーチ調べ、関東地区・世帯・リアルタイム）

総合司会
- タモリ
- 弘中綾香

アーティスト
| - aiko - 嵐 - E-girls - いきものがかり - VAMPS - AKB48 - EXILE - KAT-TUN - 関ジャニ∞ - Kis-My-Ft2 - きゃりーぱみゅぱみゅ | - KinKi Kids - GLAY - GLAY×EXILE - ゴールデンボンバー - コブクロ - 斉藤和義 - 三代目 J Soul Brothers - JUJU - SMAP - SEKAI NO OWARI - TOKIO | - 西野カナ - Perfume - 浜崎あゆみ - Hey! Say! JUMP - ポルノグラフィティ - 前田敦子 - MAN WITH A MISSION - miwa - ももいろクローバーZ - ゆず |

- 出演アーティストは32組(コラボレーションを含む)。うち太字はこの年の『第64回NHK紅白歌合戦』にも出場したアーティスト。12月13日に出演アーティスト[25]、26日に歌唱曲が発表された[79]。
- 今秋から9代目アシスタントを襲名した弘中綾香にとって、このスーパーライブが初めてのお披露目となった。
- 特別企画として、専用アプリによる「Mステ シンクロライブ」を実施。生放送中、アーティスト[注 55] のパフォーマンスや曲に合わせて、観客に配布されるLEDリストバンドなどとアプリがシンクロする企画になっている[79]。
- 浜崎あゆみは、2011年9月16日放送回での『ドタキャン騒動』以来、初のMステ出演となった。
- EXILEのリーダーで、パフォーマーからの引退を表明しているHIROにとっては、このスーパーライブが最後のMステ出演となった[26]。このことから今回のトリを務め、メドレーで「EXILE PRIDE 〜こんな世界を愛するため〜」、「Choo Choo TRAIN」、「Rising sun」を披露。三代目 J Soul Brothers、E-girlsもパフォーマンスに参加した。そして大トリは初のコラボ曲である「SCREAM」（GLAY×EXILE）が披露された[25][26]。
- 嵐はこのスーパーライブで100回目のMステ出演となった。
- この年も毎年フィナーレ恒例の城島茂（TOKIO）による城島タモリが、丸山隆平（関ジャニ∞）が扮した城島とともに登場した。
- タモリ出演の『徹子の部屋』年内最終放送と、放送日が久しぶりに重複した。

### 第23回（2014年）
- 番組タイトル：『ミュージックステーション スーパーライブ2014』
- ロゴ表記：『MUSIC STATION SUPERLIVE 2014』
- 放送時間：12月26日 19:00 - 23:10（JST）
- 視聴率：15.4%（ビデオリサーチ調べ、関東地区・世帯・リアルタイム）

総合司会
- タモリ
- 弘中綾香

アーティスト
| - aiko - 嵐 - E-girls - いきものがかり - AKB48 - EXILE - EXILE TRIBE - X JAPAN - KAT-TUN - 関ジャニ∞ - 神田沙也加 - Kis-My-Ft2 - きゃりーぱみゅぱみゅ - KinKi Kids | - キング・クリームソーダ&Dream5 - 倉木麻衣 - ゴールデンボンバー - コブクロ - 三代目 J Soul Brothers - 椎名林檎 - JUJU - Superfly - SMAP - SEKAI NO OWARI - Sexy Zone - TOKIO - 西野カナ - 乃木坂46 | - 秦基博 - Perfume - 浜崎あゆみ - B'z - Hey! Say! JUMP - BABYMETAL - ポルノグラフィティ - Mr.Children - miwa - May J. - ももいろクローバーZ - ゆず - L'Arc〜en〜Ciel |

- 出演アーティストは41組。うち太字はこの年の『第65回NHK紅白歌合戦』[注 57] にも出場したアーティスト。11月28日に出演アーティスト第1弾[80]、12月5日に第2弾[81]、そして19日にはX JAPANの17年ぶりのスーパーライブ出演が発表された[82]。
- 12月23日に歌唱曲第1弾[83]、24日に歌唱曲第2弾[84]、25日に歌唱曲第3弾が発表された[85]。
- 『アナと雪の女王』のスペシャルメドレーが行われ、神田沙也加は「雪だるまつくろう」、セリフも交えたミュージカル調の「生まれてはじめて」、May J.は「Let It Go〜ありのままで〜」を披露した[84]。
- 浜崎あゆみ、B'z、L'Arc〜en〜Cielはこのスーパーライブが、2014年でのテレビ初出演となった[86]。
- ゴールデンボンバーは「女々しくて」を披露、パフォーマンス時には樽美酒研二（Doramu）がTバック姿になり、会場を練り歩く演出で観客を沸かせた[86]。
- SEKAI NO OWARIは、メンバーのDJ LOVEがインフルエンザ発症のため、3人のみの特別バージョンでのパフォーマンスとなった[87][86]。
- 倉木麻衣は、2000年に発表された代表曲「Secret of my heart」をテレビ初披露した。
- トリはEXILE TRIBEとEXILEが務めた。EXILEは、同年ソロ活動に注力していたATSUSHIがグループに復帰し、18人での新体制になって初のテレビパフォーマンスを披露した[86]。

### 第24回（2015年）
- 番組タイトル：『ミュージックステーション スーパーライブ2015』
- ロゴ表記：『MUSIC STATION SUPERLIVE 2015』
- 放送時間：12月25日 19:00 - 23:10（JST）
- 視聴率：12.8%（ビデオリサーチ調べ、関東地区・世帯・リアルタイム）

総合司会
- タモリ
- 弘中綾香

アーティスト
| - AI - aiko - 嵐 - E-girls - 家入レオ - いきものがかり - 稲葉浩志 - AKB48 - EXILE - X JAPAN - KAT-TUN - 関ジャニ∞ - Kis-My-Ft2 - きゃりーぱみゅぱみゅ | - ゲスの極み乙女。 - ゴールデンボンバー - コブクロ - 三代目 J Soul Brothers - ジャニーズWEST - GENERATIONS - JUJU - Superfly - SMAP - SEKAI NO OWARI - Sexy Zone - TOKIO - ナオト・インティライミ - 西野カナ | - 乃木坂46 - 秦基博 - back number - Perfume - Hey! Say! JUMP - BABYMETAL - BoA - 星野源 - ポルノグラフィティ - Mr.Children - miwa - YUKI - ゆず - L'Arc〜en〜Ciel |

- 出演アーティストは42組。うち太字はこの年の『第66回NHK紅白歌合戦』にも出場したアーティスト。12月5日に出演アーティスト[88]、22日に歌唱曲が発表された[89]。
- スーパーライブの放送にあわせ、テレビ朝日本社アトリウムには、サンタ衣装を身にまとった「3Dタモリ像」が登場。「タモサンタ」として、巨大なプレゼント袋を担いでいる。また、視聴者参加型の企画として“バーチャルオーナメント”を実施。会場でイラストをカードに描くと、そのイラストが番組に登場するCGのクリスマスツリーを彩る企画となっている[90]。
- グループ卒業を発表していたAKB48・高橋みなみに対して、パフォーマンス中にOGの前田敦子からのVTRメッセージが流された[91]。
- YUKIはこのスーパーライブが、この年初のTV出演となった。
- クリスマスメドレーが行われ、BoAは「メリクリ（Happy 15th Anniversary）」、E-girlsは「Merry × Merry Xmas★」、AIは「ハピネス」、back numberは「クリスマスソング」を披露した[90]。
- トリはX JAPANが務め、「BORN TO BE FREE」と「X」を披露。「X」の披露時には、Toshlが曲中のメンバー紹介でHIDEとTAIJIの名前を呼ぶと、2人の映像が映し出される演出がなされた[92]。
- この年は城島茂（TOKIO）は演奏時に城島タモリを披露し、フィナーレでは通常の格好だった。
- センターロードのセンターステージに、新たにフロアビジョンが追加された。
- 翌年1月の解散騒動の影響で翌年出演の無かったSMAPは、この放送が事実上最後のMステ出演となった。

### 第25回（2016年）
- 番組タイトル：『ミュージックステーション スーパーライブ2016』
- ロゴ表記：『MUSIC STATION SUPERLIVE 2016』
- 放送時間：12月23日 19:00 - 23:10（JST）
- 視聴率：14.1%（ビデオリサーチ調べ、関東地区・世帯・リアルタイム）

総合司会
- タモリ
- 弘中綾香

アーティスト
| - AI - aiko - 絢香 - 嵐 - E-girls - いきものがかり - EXILE THE SECOND - AKB48 - X JAPAN - 大黒摩季 - 上白石萌音 - 関ジャニ∞ - Kis-My-Ft2 - きゃりーぱみゅぱみゅ - 桐谷健太 | - 桑田佳祐 - 欅坂46 - コブクロ - 小室哲哉+HYDE - ゴールデンボンバー - THE YELLOW MONKEY - 三代目 J Soul Brothers - GENERATIONS - ジャニーズWEST - JUJU×沢村一樹 - スキマスイッチ×奥田民生 - SEKAI NO OWARI - Sexy Zone - DAIGO - TOKIO | - 西野カナ - NEWS - 乃木坂46 - back number - Perfume - ピコ太郎 - 平井堅 - 藤原さくら - Hey! Say! JUMP - 星野源 - ポルノグラフィティ - 森山良子×森山直太朗 - ゆず - L'Arc〜en〜Ciel - RADIO FISH | 演奏ゲスト - 松下奈緒 |

- 出場アーティストは45組。うち太字はこの年の『第67回NHK紅白歌合戦』[注 59]にも出場したアーティスト。12月2日に出演アーティストが発表された[93]。
- 12月19日に歌唱曲第1弾[94]、20日に歌唱曲第2弾[95]、 21日に歌唱曲第3弾[96]、 22日に歌唱曲第4弾[97]、そして放送当日23日には全歌唱曲と一部アーティストの出演時間が発表された[98]。
- 当日の『徹子の部屋』には、ピコ太郎がスーパーライブとその直後に放送される『爆笑問題の検索ちゃん 芸人ちゃんネタ祭り』の宣伝も兼ねてゲスト出演。スーパーライブと『検索ちゃん』の宣伝テロップが、画面下に表示された[注 60]。
- 上白石萌音は、声優を務めたアニメ映画『君の名は。』のスペシャル映像をバックに「なんでもないや」を披露。会場には新海誠監督の姿もあった。
- AKB48は、ユニバーサル・スタジオ・ジャパンのキャラクターとのコラボダンスを披露。パフォーマンス中には、年内で卒業する島崎遥香が、ステージから全国のファン・視聴者へ最後の挨拶を行った[94][27]。
- 森山良子と森山直太朗は、9月の『ウルトラFES』に続き親子で出演、スーパーライブでは初となる親子共演となった。なお、母・良子はスーパーライブ初出演となった[96]。
- 4年連続出演のゴールデンボンバーは『第67回NHK紅白歌合戦』落選の悔しさを晴らすべく、全身紅白の衣装を纏い「女々しくて」を半泣きしつつも熱唱、本家『紅白』さながらのステージを披露。バックダンサーを務めたチアリーダーチームのポンポンで「NHK♡」→「Mステも♡」の文字を表した[94]。
- RADIO FISH、ピコ太郎はメドレー形式で楽曲をパフォーマンス。RADIO FISHは「PERFECT HUMAN（クリスマスバージョン）」、ピコ太郎は「ペンパイナッポーアッポーペン」と「カナブンブーンデモエビインビン」を披露した[96]。
- L'Arc〜en〜Cielはこのスーパーライブが、グループとして、この年初のTV出演となった。またボーカルのHYDEが小室哲哉とのコラボで、globeのヒット曲「DEPARTURES」のカバーヴァージョンを披露した[96]。
- 平井堅は、松下奈緒のピアノ演奏で「魔法って言っていいかな?」を披露した[96]。
- X JAPANは、YOSHIKIをはじめ現メンバーが、すでに故人となっているhideとTAIJIが映っている映像とともに楽曲を披露した[96][注 61]。

### 第26回（2017年）
- 番組タイトル：『ミュージックステーション スーパーライブ2017』[99]
- ロゴ表記：『MUSIC STATION SUPERLIVE 2017』[99]
- 放送時間：12月22日 19:00 - 23:10（JST）[99]
- 視聴率：14.3 %（ビデオリサーチ調べ、関東地区・世帯・リアルタイム）

総合司会
- タモリ
- 弘中綾香

エントランス（バックステージ）ナビゲーター
- 大西洋平

アーティスト
| - aiko - AI×渡辺直美 - 嵐 - E-girls - AKB48 - EXILE THE SECOND - X JAPAN - 岡崎体育 - 荻野目洋子×登美丘高校ダンス部 - 小沢健二 - 亀と山P - 関ジャニ∞ - Kis-My-Ft2 - KinKi Kids - 倉木麻衣 - ゲスの極み乙女。 | - 欅坂46 - ゴールデンボンバー - 昆夏美 & 山崎育三郎 - 三代目 J Soul Brothers - 椎名林檎と松崎ナオ - GENERATIONS - SHISHAMO - ジャニーズWEST - Sexy Zone - 高橋優 - DAOKO - DEAN FUJIOKA - どうぶつビスケッツ×PPP - TWICE - TOKIO - 西野カナ | - NEWS - 乃木坂46 - back number - Perfume - BTS(防弾少年団) - HIKAKIN & SEIKIN - 平井堅 - 福山雅治 - Hey! Say! JUMP - 星野源 - 三浦大知 - ゆず - Little Glee Monster - LUNA SEA - WANIMA | 演奏ゲスト - スチャダラパー |

企画
- アニメ・映画「主題歌メドレー」
倉木麻衣、昆夏美&山崎育三郎、DAOKO、高橋優、どうぶつビスケッツ×PPP

シークレットゲスト
- ブッチー武者

- 出場アーティストは47組。うち太字はこの年の『第68回NHK紅白歌合戦』にも出場したアーティスト。12月1日に出演アーティスト[99]、19日に歌唱曲が発表された[101]。
- 今回はCM入りの際に、ステージ裏のエントランスに出番前のアーティスト（一部を除く）が登場する演出が加わった[注 64]。トップバッターはSexy Zone、トリは初担当となる嵐。トップバッターとトリが、1999年以来18年ぶりにジャニーズ事務所所属アーティストで占められた。
- 2012年から5回連続出場してきたSEKAI NO OWARIは、メンバーの1人であるSaoriが産休に入った為、今回の出演を見送った。
- HIKAKIN&SEIKINは、番組史上初のYouTuberの出演となった。放送前日には、ステージ裏や楽屋の様子を撮影した映像を、彼らの公式YouTubeチャンネルで公開している[102]。
- AKB48は、年内で卒業する渡辺麻友はこのスーパーライブがグループとして最後の出演となった。「心のプラカード」では渡辺へのサプライズとして、観客からのメッセージカードが一斉に出された。直後、渡辺がステージから全国のファン・視聴者に最後の挨拶をした[28]。
- エアーバンドとして知られるゴールデンボンバーが、持ち歌「女々しくて」を結成以来初めて生放送で生演奏。しかし、演奏内容があまりにも酷かったため、シークレットゲストのブッチー武者がフジテレビの『オレたちひょうきん族』のコーナー「ひょうきん懺悔室」のセットと共に登場。「バツ」の判定を出し、ゴールデンボンバーには水の代わりに、安全な花火が出火される罰が執行された[103][104]。
- 倉木麻衣、昆夏美&山崎育三郎、DAOKO、高橋優、どうぶつビスケッツ×PPPの総勢5組が、その年に公開されたアニメ・映画の「主題歌メドレー」を披露した。スーパーライブに声優が出演するのは、今回のどうぶつビスケッツ×PPPが初である[100]。
- ゆずは、幕張メッセの観客全員と「タッタ」をタンバリンパフォーマンスでコラボレーションした[105]。事前に観客全員にタンバリンを配布し、ゆずは観客と一緒にパフォーマンスを行った[106]。
- この年の『報道ステーション』の年内最終放送日は12月27日で、この日の『報ステ』は放送休止した。
- 2013年から担当した弘中綾香は、翌年秋に卒業した為にこの年が最後のスーパーライブとなった。なおこの日は、終始のどの調子が悪い中で番組を進行していた。
- 瞬間最高視聴率は、荻野目洋子と登美丘高校ダンス部がバブリーダンスで「六本木純情派」、「ダンシング・ヒーロー」を歌い踊る場面であり、17.5%を記録した[107]。

### 第27回（2018年）
- 番組タイトル：『ミュージックステーション スーパーライブ2018』[108]
- ロゴ表記：『MUSIC STATION SUPERLIVE 2018』[108]
- 放送時間：12月21日 19:00 - 23:10（JST）[108]
- 視聴率：13.8%（ビデオリサーチ調べ、関東地区・世帯・リアルタイム）

総合司会
- タモリ
- 並木万里菜

エントランス（バックステージ）ナビゲーター
- totto[109]

アーティスト
| - aiko - あいみょん - 青山テルマ - 嵐 - E-girls - AKB48 - EXILE - KAT-TUN - 関ジャニ∞ - Kis-My-Ft2 - KICK THE CAN CREW - KinKi Kids - King & Prince - CHEMISTRY - 欅坂46 | - ゴールデンボンバー - コブクロ - 三代目 J Soul Brothers - GENERATIONS - ジャニーズWEST - スガシカオ - スキマスイッチ - 菅田将暉 - SEKAI NO OWARI - Sexy Zone - DA PUMP - 東京スカパラダイスオーケストラ feat.さかなクン - TWICE - AAA - 西野カナ | - NEWS - 乃木坂46 - Perfume - HIKAKIN & SEIKIN - 広瀬香美 - Hey! Say! JUMP - Boyz II Men - 星野源 - ポルノグラフィティ - 三浦大知 - May J. - ゆず - Little Glee Monster - 和楽器バンド - WANIMA | 応援ゲスト - 武田真治 - EXILE ATSUSHI |

企画
- Ｍステスーパーライブ2018 コラボ生放送〜アーティストと生トークSP〜
竹内由恵、あいみょん、GENERATIONS、スキマスイッチ、乃木坂46、WANIMA
- アニメドラマ主題歌メドレー
スキマスイッチ、SEKAI NO OWARI、ゆず
- 冬を彩る名曲メドレー
広瀬香美、CHEMISTRY、青山テルマ、KICK THE CAN CREW、May J.

- 出演アーティストは45組。うち太字はこの年の『第69回NHK紅白歌合戦』にも出場したアーティスト。11月30日に出演アーティスト第1弾、12月7日に最終追加出演アーティスト[111][112]、同月17日に歌唱曲が発表された[17]。
- 平成最後のスーパーライブである。この日の放送をもって、『ミュージックステーション』の通算放送回数が1300回を迎えた[13][109]。また、同年の秋から10代目アシスタントに就任した並木万里菜にとって、初めてのスーパーライブとなった。
- この年のエントランス（バックステージ）ナビゲーターは、黒柳徹子を模したアンドロイド『totto』が登場した[109]。
- 1994年のデビュー以来、同年から出演し続けてきたTOKIOは、山口達也の不祥事とそれに伴う脱退と事実上の芸能界引退の影響により、この年の『ウルトラFES』同様出演せず、スーパーライブの出演は24年連続でストップ。これにより、エンディングで恒例だった城島茂の城島タモリのお披露目はできなくなった。
- Boyz II Menは、第20回のレディー・ガガ以来の海外アーティスト出演となる。EXILE ATSUSHIとのコラボで「I’ll Make Love To You」を披露した[113][109]。
- DA PUMPは、同年大ヒットした「U.S.A.」をノーカットのフルサイズでパフォーマンス。また、デビュー曲である「Feelin' Good -It's PARADISE-」も披露した[114][109]。
- ゴールデンボンバーは、武田真治がサックス演奏として参加[109]。そしてこの年話題となった「筋肉体操」を取り入れながら、「女々しくて」を披露した。なお、スーパーライブでの「女々しくて」は6年連続の披露となった[115][109]。
- ジャニーズWESTの歌唱中、メンバーの小瀧望にマイクトラブルが発生した。
- KinKi Kidsは、この年にソロも含めてもレギュラー放送・改編期のスペシャル・『ウルトラFES』には出演しなかったため、唯一スーパーライブのみ出演となった。
- AKB48は選抜メンバーの他、それ以外の所属メンバーとHKT48の20人（メンバーの指原莉乃が最後のスーパーライブであるため）を中心に姉妹グループから選抜されたメンバー総勢100名で披露した[116]。
- 乃木坂46は、年内で卒業する西野七瀬はこのスーパーライブがグループとして最後の出演となった[29]。
- KAT-TUNは、1年8ヶ月の充電期間を経て3年ぶりのスーパーライブ出演。
- BTS(防弾少年団)は本来出演予定だったが、原爆シャツ着用による騒動によりレギュラー放送である11月9日の出演を見送ったため、出演者発表の段階でスーパーライブの出演も見送りとなった。
- エンディングでは前述の城島タモリに代わり、関ジャニ∞の丸山隆平がこの年話題となったひょっこりはんの扮装で登場した。
- 当日19時30分からAbemaTVにて、特設ブースから生コラボ番組の放送を実施。MCを務める竹内由恵は、2013年以来約5年3ヶ月ぶりにMステに関わることになった[110][117]。
- この年の『報道ステーション』の年内最終放送日は12月26日で、この日の『報ステ』は放送休止した。

### 第28回（2019年）
- 番組タイトル：『テレビ朝日開局60周年記念 ミュージックステーション ウルトラスーパーライブ2019』[4]
- ロゴ表記：『MUSIC STATION ウルトラ SUPERLIVE × 11HOURS SPECIAL LIVE ×』[4]
- 放送時間：12月27日 12:00 - 23:10（JST）[4][注 65]
- 視聴率：6.5%[注 66]、9.4%[注 67]、14.2%[注 68]（ビデオリサーチ調べ、関東地区・世帯・リアルタイム）

総合司会
- タモリ
- 並木万里菜
- 弘中綾香

エントランス（バックステージ）ナビゲーター
- 野原しんのすけ
- ゴーちゃん。

アーティスト
| - AI - aiko - 嵐 - E-girls - いきものがかり - 石丸幹二 - AKB48 - A.B.C-Z - EXILE - m-flo - 荻野目洋子 - 小沢健二 - Official髭男dism - KAT-TUN - 関ジャニ∞ - Kis-My-Ft2 - 木村カエラ - きゃりーぱみゅぱみゅ - KinKi Kids | - King & Prince - King Gnu - 倉木麻衣 - KREVA - CHEMISTRY - 欅坂46 - 倖田來未 - ゴールデンボンバー - ゴスペラーズ - コブクロ - THE YELLOW MONKEY - 三代目 J SOUL BROTHERS - THE RAMPAGE - 椎名林檎 - ジェジュン - GENERATIONS - ジャニーズWEST - Superfly - スキマスイッチ | - 菅田将暉 - SixTONES vs Snow Man - SEKAI NO OWARI - Sexy Zone - DA PUMP - DEAN FUJIOKA - 東京スカパラダイスオーケストラ - Toshl - NEWS - 乃木坂46 - BARBEE BOYS - 秦基博 - Perfume - HIKAKIN & SEIKIN - 一青窈 - 日向坂46 - 平井堅 - 平井大 - 平手友梨奈（欅坂46） | - V6 - Foorin - BLUE ENCOUNT - Hey! Say! JUMP - BABYMETAL - MAN WITH A MISSION - MISIA - 三浦大知 - 三浦祐太朗 - 宮本浩次 - milet - 森山直太朗 - 山下智久 - ゆず - LiSA - Little Glee Monster - LUNA SEA - 和楽器バンド - WANIMA |

企画
- 嵐デビュー20周年特別企画
『史上初！“嵐、国民投票”実施！』、『厳選！嵐 先輩・後輩プレミアムトーク集』、『もう一度見たい嵐のベストパフォーマンス10』
- ディズニーメドレー
神田沙也加、ダイアモンド☆ユカイ、武内駿輔、中元みずき、May J.、山寺宏一 × KANA-BOON! ALL STAR
- ミュージカル『刀剣乱舞』 刀剣男士
和楽器バンド × ミュージカル『刀剣乱舞』 刀剣男士
- ラブソングメドレー＆周年記念メドレー
倉木麻衣、倖田來未、Little Glee Monster、AI、EXILE、木村カエラ、ジェジュン
- 関ジャム 完全燃SHOW特別コラボ
ゴスペラーズ × 関ジャニ∞、Perfume × 関ジャニ∞
- 題名のない音楽会による川瀬賢太郎、東京フィルハーモニー交響楽団とのコラボ
一青窈 × 石丸幹二 × LEO、KREVA × 藤原道山、MAN WITH A MISSION × 宮田大
- ドラえもんスペシャルメドレー、VTR企画「ドラえもん好きアーティスト座談会」
スキマスイッチ、秦基博、平井大
- VTR企画「デビュー映像大公開！周年アーティスト大特集」
- VTR企画「2019年音楽シーンを紐解くMステリサーチ！」

その他の出演者
- 松尾由美子
- 古田新太
- 高橋茂雄（サバンナ）
- TAKAHIRO

- 出演アーティストは過去最多の83組。うち太字はこの年の『第70回NHK紅白歌合戦』[注 70]にも出場したアーティスト。11月22日に番組概要[12]、29日に出演アーティスト第1弾、12月6日に第2弾、13日に最終追加出演アーティストが発表された[118][119][120]。
- スーパーライブの放送にあわせ、「ウルトラ SUPERLIVE」のロゴ、トラなどのデザインが施されたPRトラックによるプロモーションが行われた[121][122][123]。
- 令和初のスーパーライブである。秋の「ウルトラFES」と合体し、スーパーライブ史上初の11時間10分の生放送を実施[4]。このため、テレビ朝日本社アトリウムと幕張メッセの2会場から生放送を行った[124]。
- テーマは “アニバーサリー”。テレビ朝日開局60周年にちなみ、2019年に周年を迎えるアーティストが特別演出でパフォーマンスを行った[125][126]。12月20日には歌唱曲[124]、26日にはタイムテーブルが発表された[127]。
- 石丸幹二とMISIAは、今回のウルトラスーパーライブが初のMステ出演となる。MISIAは、アメリカのニューヨークアポロ・シアターからパフォーマンスを行った[128]。
- LiSAはこの年にレギュラー放送・改編期のスペシャルには出演しなかったため、唯一ウルトラスーパーライブのみ出演となる。
- Toshlは、「残酷な天使のテーゼ」、「糸」、「雪の華」から視聴者3択生投票による名曲カバーを披露した（太字が選ばれた曲）。
- 2019年を代表する大ヒット曲メドレーとして、King Gnu、菅田将暉、Official髭男dismによるノンストップメドレーが披露された[注 71]。また菅田将暉は、テレビ朝日の屋上の特設セットで、光の演出と共に夜景をバックにパフォーマンスを行った[129]。
- 三浦大知は、10分間のノンストップスペシャルパフォーマンスを行った[注 72]。
- ゴールデンボンバーは、リリース10周年を迎えたヒット曲「女々しくて」を7年連続でパフォーマンス。終盤には、ボボボーボ・ボーボボがサプライズ登場した[130]。
- THE YELLOW MONKEYは、ナゴヤドームから生中継を行った。
- 弘中綾香は2018年の「ウルトラFES」以来、約1年3ヶ月ぶりのMステ出演となる。司会者が幕張へ移動中、六本木のテレビ朝日アトリウムで繋ぐ前役割を担った[131]。
- トリを務めた嵐は、「Monster」に続き「Love so sweet」、「Happiness」で視聴者2択生投票を実施（太字が選ばれた曲）。さらにサプライズで「感謝カンゲキ雨嵐」を披露した。
- この年より10月に、ロゴが5代目にリニューアルされた事から、第20回（2011年）より8年ぶりにスーパーライブのロゴ表記、テロップなどが変更。タイトルバックには、カラーパウダーのテイストが施されている[19]。
- 今回以降、前年まで必ず行われていたオープニング・エンディングでの出演者集合が廃止された[注 73][注 74][注 75][注 76]。

## 放送データ 2020年代版

### 第29回（2020年）
- 番組タイトル：『ミュージックステーション ウルトラスーパーライブ2020』[5]
- ロゴ表記：『MUSIC STATION ウルトラ SUPERLIVE × 2020 Xmas MUSIC FES ×』[5]
- 放送時間：12月25日 17:00 - 23:10（JST）[5]
- 視聴率：7.8%（世帯）[132]・4.2%（個人）[注 67]、13.3%（世帯）[132]・8.5%（個人）[注 68]（ビデオリサーチ調べ、関東地区・リアルタイム）

総合司会
- タモリ
- 並木万里菜

エントランス（バックステージ）ナビゲーター
- かまいたち
- ゴーちゃん。

アーティスト
| - AI - aiko - あいみょん - 嵐 - ［Alexandros］ - E-girls - いきものがかり - 石丸幹二 - Uru - 瑛人 - AKB48 - A.B.C-Z - EXILE - 小沢健二 - KAT-TUN - 関ジャニ∞ - Kis-My-Ft2 | - KinKi Kids - King & Prince - King Gnu - 久保田利伸 - CHEMISTRY - ゴールデンボンバー - コブクロ - 櫻坂46 - THE RAMPAGE - 三代目 J SOUL BROTHERS - GENERATIONS - ジャニーズWEST - JUJU - Jr.EXILE - Superfly - SixTONES - SEKAI NO OWARI | - Sexy Zone - 高嶋ちさ子 - DA PUMP - DISH// - 東京事変 - 東京スカパラダイスオーケストラ feat.川上洋平 - Toshl - NiziU - NEWS - 乃木坂46 - Perfume - HIKAKIN & SEIKIN - 日向坂46 - ビリー・アイリッシュ - 広瀬香美 - V6 - Foorin | - 福山雅治 - Hey! Say! JUMP - BABYMETAL - BoA - 星野源 - マカロニえんぴつ - MISIA - 三浦大知 - Mr.Children - 宮本浩次 - milet - 森七菜 - LiSA - Little Glee Monster |

企画
- 「関ジャム」発ジャニーズトンチキソングメドレー
NEWS、Sexy Zone、関ジャニ∞、HiHi Jets＆美 少年
- カバーソングメドレー
JUJU、森七菜、宮本浩次、広瀬香美
- クリスマスソングメドレー
CHEMISTRY、AI、BoA
- 「題名のない音楽会」 × ディズニー名曲メドレー
高嶋ちさ子、Toshl、石丸幹二

シークレットゲスト
- チョコレートプラネット[136]

- 出演アーティストは当初66組の予定だったが、後述の理由により65組となった。うち太字はこの年の『第71回NHK紅白歌合戦』にも出場したアーティスト。11月27日、12月11日に出演アーティストが発表された[5][137]。
- 今回は、新型コロナウイルス感染拡大の影響により観覧の募集は行われず、無観客で開催された。その代替として、抽選で選ばれた約500名が"サンタアバター"として、最新のAR技術で番組内に登場した[5]。また、今回は幕張メッセとテレビ朝日第1スタジオの2会場から生放送を行い、一部のアーティストは事前収録での出演となった。
- 当初出演予定だったSnow Manは、メンバーの宮舘涼太が本番3日前の12月22日に、新型コロナウイルスの陽性反応と判定され、それ以外のメンバーも濃厚接触者と判定されたことから出演を辞退した[138]（紅白も同様の理由で辞退した）。
- テーマは “クリスマス“。“クリスマス祭”と銘打ち、クリスマスの夜にふさわしい楽曲などが披露された[137]。12月18日には歌唱曲[139]、24日にはタイムテーブルが発表された[140][141]。
- ビリー・アイリッシュは、今回のウルトラスーパーライブが初のMステ出演となる。また、日本のテレビでパフォーマンスを披露するのも今回が初となる[22]。実兄で作曲家・音楽プロデューサーでもあるフィ二アス・オコネルと、ロサンゼルスからリモートで出演。フィ二アス・オコネルによるギターで、アコースティックバージョンの「bad guy」を披露した[142]。
- MISIAは、ブルーノート東京からの生中継で、クリスマスソング「THE GLORY DAY」を披露した[142]。
- 2020年をもって活動終了するE-girlsは、ウルトラスーパーライブでのパフォーマンスがテレビでの最後の歌唱となる。「Follow Me」、「Merry × Merry Xmas★」、「北風と太陽」のメドレーをパフォーマンスした[30]。
- Toshlは「女性アーティストの冬うた」をテーマに、「恋人がサンタクロース」、「Everything」、「津軽海峡・冬景色」から視聴者3択生投票による名曲カバーを披露した（太字が選ばれた曲）[143]。
- 小沢健二は、同年10月に逝去した筒美京平への追悼の意を込め、同氏との共作曲「強い気持ち・強い愛」を披露した[144]。
- 関ジャニ∞は、清塚信也、本間昭光、NAOTO、Reiによる同日限りの「関ジャムSPバンド」のもと、「Re:LIVE」を披露した[145]。
- ゴールデンボンバーは、ヒット曲「女々しくて」を8年連続でパフォーマンス。『瑛人の「香水」っぽい「女々しくて」』、『NiziUの「Make you happy」っぽい「女々しくて」』から視聴者2択生投票による「女々しくて」を披露（太字が選ばれた「女々しくて」）[146]。また、落選した「女々しくて」は、Mステの公式Twitter・YouTubeチャンネルで公開された[147]。
- 久保田利伸は、今回のウルトラスーパーライブ出演と同時に、30年ぶりのMステ出演となる。Mステのためだけのスペシャルバージョンの「LA・LA・LA LOVE SONG」のほか、「Boogie Ride」、「The Christmas Song」を披露した[148]。
- 星野源は、一大ムーブメントを巻き起こした「うちで踊ろう」のほか、「化物」、「恋」を、ライブでのバンドメンバーとともに披露した[149][144]。
- Mr.Childrenは、今回のウルトラスーパーライブ出演と同時に、5年ぶりのMステ出演となる。「Birthday」、「Documentary film」を披露した[150]。
- LiSAは、テレビアニメ『鬼滅の刃』のオープニングテーマ「紅蓮華」のほか、大ヒットを記録した『劇場版 鬼滅の刃 無限列車編』の主題歌「炎」を、最新のCG、AR演出のもとで熱唱した[151]。
- 2020年をもって活動休止になる嵐は、メンバーが厳選したナンバーによるスペシャルメドレーを披露した[148][注 77]。なお、この放送が140回目のMステ出演となった。
- 放送終了後、公式YouTube、公式LINE、TELASA、AbemaTV、TVerにて特別番組の生配信が行われた。MCにかまいたちを迎え、あいみょん、森七菜、DISH//、瑛人が出演した[152]。

### 第30回（2021年）
- 番組タイトル：『ミュージックステーション ウルトラスーパーライブ2021』[6]
- ロゴ表記：『✶ MUSIC STATION ✶ ウルトラ SUPERLIVE × 35th Anniv. 2021 Xmas FES ×』[6]
- 放送時間：12月24日 17:00 - 23:10（JST）[6]
- 視聴率：6.0%（世帯）・3.3%（個人）[注 67]、11.0%（世帯）・7.3%（個人）[注 68]（ビデオリサーチ調べ、関東地区・リアルタイム）

総合司会
- タモリ
- 並木万里菜

エントランス（バックステージ）ナビゲーター
- チョコレートプラネット[153]

アーティスト
| - AI - aiko - あいみょん - 石丸幹二×長屋晴子（緑黄色社会） - UVERworld - AKB48 - A.B.C-Z - EXILE - EXILE×三代目 J SOUL BROTHERS - Awesome City Club - 大塚愛 - 小沢健二 - ORANGE RANGE - KAT-TUN - 川崎鷹也 - 関ジャニ∞ - Kis-My-Ft2 | - KinKi Kids - King & Prince - King Gnu - Creepy Nuts - 桑田佳祐 - ゴスペラーズ - ゴスペラーズ×Little Glee Monster - 櫻坂46 - THE RAMPAGE - 三代目 J SOUL BROTHERS - ジェジュン - GENERATIONS - 清水美依紗 - ジャニーズWEST - Jr.EXILE（GENERATIONS、THE RAMPAGE、FANTASTICS、BALLISTIK BOYZ） - スガシカオ - SixTONES | - Snow Man - SEKAI NO OWARI - Sexy Zone - DA PUMP - DISH// - Def Tech - 東京事変 - TWICE - Toshl - なにわ男子 - NiziU - NEWS - 乃木坂46 - Perfume - BiSH - 日向坂46 - 平井大 | - ひらめ - BLOOM VASE - Hey! Say! JUMP - 星野源 - マカロニえんぴつ - 松平健 - 三浦大知 - milet - 森高千里 - 山田裕貴×葵わかな - 優里 - YOASOBI - L'Arc〜en〜Ciel - LiSA - Little Glee Monster - 緑黄色社会 |

企画
- MステクリスマスSPメドレー
清水美依紗、ジェジュン、SEKAI NO OWARI、AI、ゴスペラーズ×Little Glee Monster、ゴスペラーズ、Little Glee Monster
- Mステ35周年レジェンド曲メドレー
スガシカオ、大塚愛、DA PUMP、Def Tech、ORANGE RANGE、TWICE、松平健、森高千里
- オシドラサタデー「消えた初恋」コラボ企画
なにわ男子、Snow Man
- 「題名のない音楽会」 × ディズニーの名曲コラボ
石丸幹二×長屋晴子（緑黄色社会）、山田裕貴×葵わかな、角野隼斗、鈴木優人、東京フィルハーモニー交響楽団
- 2021年ヒットチャートメドレー
Awesome City Club、緑黄色社会、平井大、マカロニえんぴつ、川崎鷹也、BLOOM VASE、優里、ひらめ

- スーパーライブ30年目突入記念回。出演アーティストは当初68組の予定だったが、後述の理由により67組となった（コラボレーション等を含む）。うち太字はこの年の『第72回NHK紅白歌合戦』にも出場したアーティスト。12月3日に出演アーティスト第1弾47組[6]、10日に第2弾[154][155]、17日に第3弾と歌唱曲[156]、20日に桑田佳祐の出演[162]、そして放送当日24日にはひらめの追加出演、タイムテーブルが発表された[159]。
- 2019年以来、2年ぶりにスタンド席のみを開放する形で、有観客で開催[注 79]。また、今回は前年と同様に、幕張メッセとテレビ朝日第1スタジオの2会場から生放送を行い、一部のアーティストは事前収録での出演となった[163]。
- 当初はNovelbrightも出演予定だったが、メンバーの竹中雄大が感染性胃腸炎に罹患したため、出演は辞退となった[164][165]。
- “Xmas祭”と銘打ち、クリスマスイブを彩るスペシャルメドレー、コラボ企画などが披露された[2]。オープニングでは、ゴスペラーズ、Little Glee Monsterがアカペラで「ホワイト・クリスマス」を披露した[166]。
- スーパーライブの放送にあわせ、番組35周年を記念した“35周年記念キービジュアル”が、クリスマスバージョンになった。放送当日を含め、放送までのPRなどに利用される[6][167]。また、12月21日から24日の放送当日まで、全国3万店以上のコンビニでオリジナル店内放送による番組のPR展開を実施。当日の放送に出演するアーティストと歌唱曲の紹介、番組情報などが放送された[160]。
- ウォード・セクストンが2021年5月末でナレーターを降板したため、オープニングの花火の後に毎年流れていたタイトルコール、司会者登場時の紹介ナレーションが廃止された[注 75]。
- 特別企画として「Mステ弾いてみた」を実施。アーティストが番組テーマ曲「#1090 〜Million Dreams〜」を演奏する動画が、公式Twitterにアップされる[注 80]。さらに、視聴者からの演奏動画も募集する[162]。
- バーチャル六本木とのVRコラボとして、12月23日、24日の限定で『「バーチャル六本木」×「MステウルトラSUPERLIVE」SPコラボ！』を実施。出演アーティストとのVR生トーク、インスタライブを含む様々なイベントを行った[168][153]。
- 『消えた初恋』とのコラボ企画では、全話の中でもっとも“キュン”としたセリフを視聴者から募集。同番組の主題歌メドレーの中で、主演の道枝駿佑（なにわ男子）、目黒蓮（Snow Man）がそのセリフを再現した[156]。
- “Mステクリスマススペシャルメドレー”では、清水美依紗は恵比寿ガーデンプレイスからシャンデリアが輝く特別ステージで「恋人たちのクリスマス」を熱唱[154][155]。また、ジェジュンはロッテワールドから「チキンライス」を披露した[154][155][163]。
- 森高千里は、24年ぶりのスーパーライブ出演となる。Mステ35周年レジェンド曲メドレーの中で「気分爽快」を披露した[169]。
- 松平健はスーパーライブ初出演となる。真島茂樹を含む42人のダンサーとともに、「マツケンサンバⅡ」をフルコーラスでパフォーマンス。Mステ35周年レジェンド曲メドレーのトリを飾った[154][155][170]。
- 「題名のない音楽会」とのコラボでは、ディズニー映画の名曲を披露。山田裕貴、葵わかなは、今回のウルトラスーパーライブが初のMステ出演となる。石丸幹二と長屋晴子（緑黄色社会）は映画『美女と野獣』の表題曲、山田裕貴と葵わかなは映画『アラジン』の「ホール・ニュー・ワールド」を披露した[160]。
- Toshlは「Toshl 3択」を実施。「聖夜の激ムズ曲」をテーマに、「廻廻奇譚」、「阿修羅ちゃん」、「限界突破×サバイバー」から視聴者3択生投票によるカバーを披露した（太字が選ばれた曲）[161]。
- L'Arc〜en〜Cielは、5年ぶりのスーパーライブ出演となる。「winter fall」、「ミライ」、「FOREVER」を披露した[153]。
- トリを担当する桑田佳祐の歌唱の前には、全出演アーティストのパフォーマンス、歌唱シーンのハイライトを放送した。翌年からも、トリを務めるアーティストが楽曲披露する前には、同様の演出がなされている。
- トリを務めた桑田佳祐は、今回のウルトラスーパーライブ出演と同時に、4年ぶりのMステ出演となる。「SMILE〜晴れ渡る空のように〜」、「Soulコブラツイスト〜魂の悶絶」をスペシャルバージョンで披露した[162]。歌唱前にはタモリの扮装・ものまねも披露している。また、直後に放送される『爆笑問題の検索ちゃん 芸人ちゃんネタ祭り』の宣伝も行った。また、これまでとは異なりVTRでの出演となった[171]。
- この年の『報道ステーション』の年内最終放送日は12月28日で、この日の『報ステ』は放送休止した[172]。

### 第31回（2022年）
- 番組タイトル：『ミュージックステーション ウルトラスーパーライブ2022』[173][7]
- ロゴ表記：『❅ MUSIC STATION ❅ ウルトラ SUPERLIVE × 2022 Xmas MUSIC FES ×』[7]
- 放送時間：12月23日 17:00 - 23:10（JST）[173][7][174]
- 視聴率：5.8%（世帯）・3.3%（個人）[注 67]、10.2%（世帯）・6.5%（個人）[注 68][175]（ビデオリサーチ調べ、関東地区・リアルタイム）

総合司会
- タモリ
- 鈴木新彩

エントランス（バックステージ）ナビゲーター
- 清塚信也[176][177]

アーティスト
| - aiko - 石丸幹二×アイナ・ジ・エンド - ウタ - AKB48 - A.B.C-Z - Aimer - 小沢健二 - Original Love & Ovall - KAT-TUN - KARA - 関ジャニ∞ - Kis-My-Ft2 - 清塚信也 - KinKi Kids - King & Prince - King Gnu | - 工藤静香 - 工藤静香×Cocomi - ゴールデンボンバー - ゴスペラーズ×Little Glee Monster - 後藤真希 - Saucy Dog - 櫻坂46 - THE RAMPAGE - ジェジュン - GENERATIONS - ジャニーズWEST - Superfly - SixTONES - Stray Kids - Snow Man - SEKAI NO OWARI | - Sexy Zone - Tani Yuuki - DA PUMP - DISH// - 10-FEET - Travis Japan - なにわ男子 - NiziU - NEWS - 乃木坂46 - back number - PUFFY - Perfume - BiSH - 日向坂46 - 広瀬香美 | - FANTASTICS - Hey! Say! JUMP - 前田公輝×内田真礼×Cocomi - マカロニえんぴつ - 三浦大知 - Mrs. GREEN APPLE - 宮本浩次 - Mirage Collective - milet - yama - 優里 - YUKI - ゆず - Little Glee Monster - 緑黄色社会 | コラボゲスト - ELEVENPLAY - Hoodie fam - 中島美嘉 - MIYAVI |

企画
- 今年もっとも聴かれた80年代・90年代ヒットソングメドレー
広瀬香美、工藤静香、後藤真希、Original Love & Ovall、ジェジュン、宮本浩次
- 「題名のない音楽会」 × ディズニーメドレー
石丸幹二×アイナ・ジ・エンド、前田公輝×内田真礼×Cocomi、亀井聖矢
- ぶちアゲダンスソングメドレー
Snow Man、PUFFY・Hoodie fam、DA PUMP
- クリスマスソングメドレー
ゴスペラーズ×Little Glee Monster
- 2022年ヒットチャートメドレー
Mrs. GREEN APPLE、Saucy Dog、SEKAI NO OWARI

シークレットゲスト
- ブラボー!橋本
- なかやまきんに君

- スーパーライブ30周年記念回。
- 出演アーティストは68組（コラボレーション等を含む）。太字はこの年の『第73回NHK紅白歌合戦』にも出場したアーティスト。12月2日に出演アーティスト第1弾31組・歌唱曲[7][183]、9日に出演アーティスト第2弾25組・歌唱曲[179]、16日に出演アーティスト第3弾7組・歌唱曲[23]、放送当日23日にはタイムテーブルが発表された[184]。
- 新型コロナウイルスの感染状況は変わらないものの、行動制限の緩和に伴い、2019年以来3年ぶりアリーナにおける入場制限無しでの開催となる[注 82]。前年と同様に、幕張メッセとテレビ朝日第1スタジオの2会場から生放送を実施[179]。2019年以来、3年ぶりに番組オープニングにて、司会者が歩きながら登場してくる演出が復活した[注 76]。このほか、10月に11代目の新しいサブ司会者として入った鈴木新彩は、スーパーライブ初担当となる[179]。
- テーマは “クリスマス“。クリスマスの夜にふさわしい楽曲などが披露された[7][179]。
- ウタはELEVENPLAYとのコラボのもと、「新時代」を披露[178]。パフォーマンス前には、タモリとトークを行った[185]。また、ジェジュンは中島美嘉とのコラボのもと「One Heart/ J-JUN with中島美嘉」を歌唱[178]。THE RAMPAGEは、MIYAVIと共に「ROUND UP feat. MIYAVI」をパフォーマンスした[178]。このほか、AimerはAR演出のもとで「残響散歌」を披露した[186]。
- KARAは再始動後、日本のテレビでのパフォーマンスは初となると共に、Mステの出演は約10年半ぶりとなる。また、back numberは5年ぶり[7]、YUKIは7年ぶりのスーパーライブ出演[179]。後藤真希は16年ぶりにMステ出演となる[179]。
- Ovall、Cocomi、前田公輝、内田真礼、10-FEET、Mirage Collectiveは、今回のウルトラスーパーライブが初のMステ出演となる[23]。なお10-FEETは、結成25年目にしてTVパフォーマンスは初となる[24]。
- 広瀬香美は、黒の衣装に、首から自身の顔をデザインしたお面をぶら下げて登場。また、広瀬のお面姿をした3人の女性バックダンサーを従えて、「ロマンスの神様」を披露した[187]。
- ゴールデンボンバーは、2年ぶりのスーパーライブ出演。「女々しくて 2022流行語ver.」を披露した[23]。2022年の流行語をイメージした演出で会場を盛り上げると共に、VTRにはなかやまきんに君、楽曲パフォーマンスにはブラボー!橋本も参加した[182]。
- 清塚信也は「清塚5択」を開催。「清塚5択スペシャルバージョン」として、事前に視聴者から冬の名曲を募集。そこから5つの候補曲を絞り、視聴者生投票で選ばれた3曲を即興メドレーで披露した[7][181]。12月20日に候補曲を発表[181]。候補曲は「Everything」（MISIA）、「Winter,again」（GLAY）、「レット・イット・ゴー」（映画『アナと雪の女王』）、「夜空ノムコウ」（SMAP）、「雪の華」（中島美嘉）（太字が選ばれた曲）[注 83][181]。この即興メドレーの裏側は、2023年1月13日の「2022年総集編2時間SP」で放送された[188][186]。また清塚信也は、エントランス（バックステージ）ナビゲーターも担当。清塚サンタとして、アーティストへ生演奏による冬の名曲アレンジクイズを行い、正解者には特製ティッシュをプレゼントした[176][177]。
- 「題名のない音楽会」とのコラボでは、ディズニー映画の名曲を披露。アイナ・ジ・エンド（BiSH）は『リトル・マーメイド』の挿入歌「パート・オブ・ユア・ワールド」を、「題名のない音楽会」の司会・石丸幹二のサックス演奏と共にパフォーマンス[180]。前田公輝と内田真礼は、Cocomi、ピアニスト・亀井聖矢と共に映画『アラジン』の「ホール・ニュー・ワールド」を披露した[180]。
- この年の『報道ステーション』の年内最終放送日は12月28日で、この日の『報ステ』は放送休止した[189]。

### 第32回（2023年）
- 番組タイトル：『ミュージックステーション スーパーライブ2023』[8]
- ロゴ表記：『 ❅ MUSIC STATION ❅ SUPERLIVE   ❅ × SPECIAL FES in 2023 × ❅』[8]
- 放送時間：12月22日 18:30 - 23:10（JST）[8][190]
- 視聴率：5.8%（世帯）・3.3%（個人）[注 84]、8.8%（世帯）・5.6%（個人）[注 68]（ビデオリサーチ調べ、関東地区・リアルタイム）

総合司会
- タモリ
- 鈴木新彩

エントランス（バックステージ）ナビゲーター
- 新しい学校のリーダーズ[191]

アーティスト
| - AI - aiko - あいみょん - 新しい学校のリーダーズ - ano - いきものがかり - Awich, NENE, MaRI, AI & YURIYAN RETRIEVER - 関ジャニ∞ - キョコロヒー - KinKi Kids - KinKi Kids×King & Prince - King & Prince | - ゴールデンボンバー - Saucy Dog - 櫻坂46 - THE RAMPAGE - ジェジュン - GENERATIONS - 清水美依紗 - SUPER BEAVER - SixTONES - Stray Kids - Stray Kids×LiSA - Snow Man | - SEKAI NO OWARI - DA PUMP - ちゃんみな - Toshl - なにわ男子 - NiziU - 乃木坂46 - Perfume - BE:FIRST - 日向坂46 - マカロニえんぴつ - 三浦大知 | - MIKIKO×Rhizomatiks×三浦大知×SP Dancers×ELEVENPLAY×Perfume - Mrs. GREEN APPLE - モーニング娘。MステSPユニット（モーニング娘。’23＆OGメンバー） - yama - 優里 - ゆず - YOASOBI - L'Arc〜en〜Ciel - Little Glee Monster - 緑黄色社会 - LE SSERAFIM |

企画
- クリスマスSPメドレー
KinKi Kids×King & Prince、清水美依紗、Little Glee Monster
- 令和ヒット曲SPライブ
Saucy Dog、マカロニえんぴつ、優里、ジェジュン、yama、ano

シークレットゲスト
- とにかく明るい安村
- りゅうせい[注 86]

- 出演アーティストは50組（コラボレーション等を含む）。太字はこの年の『第74回NHK紅白歌合戦』にも出場したアーティスト。12月1日に出演アーティスト第1弾37組[8][196]、8日に第2弾8組と一部歌唱曲[197][198]、15日にLittle Glee Monsterの出演と歌唱曲[199][200]、20日にKinKi Kids×King & Princeのパフォーマンス[192]、放送当日22日にはタイムテーブルが発表された[46]。
- “生ライブのクリスマス祭”と銘打ち、令和のヒット曲メドレー、往年の名曲、クリスマスを彩るメドレー、コラボ企画などが披露された[196]。オープニングでは、同年11月に逝去したチバユウスケへの追悼の意を込め、「ミッドナイト・クラクション・ベイビー」（THEE MICHELLE GUN ELEPHANT）の一節が流れた[注 87][201]。同曲の一節を経て、花火の演出、番組タイトルのアニメーションで番組が開始された[202]。
- エントランス（バックステージ）ナビゲーターは、新しい学校のリーダーズが担当[191]。様々なアーティストとトーク、ダンスを行うと共に“はみ出しもの”グッズをプレゼントした[191]。
- 5月に行われた政府の新型コロナウイルス5類移行による行動制限緩和に伴い、2019年以来4年ぶりに観客の声出しが復活した。さらに、風船演出を含めた観客とのライブ演出が復活するなど、4年ぶりに元の放送体制にほぼ戻った。このほか、第29回（2020年）から第31回（2022年）まで、幕張メッセを主会場、テレビ朝日本社第1スタジオを副会場として出演アーティストを分散していた形をとらず、幕張メッセに集結する形で全アーティストがパフォーマンスを行った[192]。
- 第28回（2019年）から第31回（2022年）まで、ナレーション出演していた神谷浩史が今回は出演しなかったため、ナレーター陣は服部潤と上坂すみれの2人体制となった。
- トップバッターを務めた日向坂46は「One choice」を披露したが、本来センターを務める丹生明里が体調不良で休養中のため、4期生の正源司陽子がアンダーセンターを務めた。なお、本人にとってはこれが地上波初パフォーマンスとなった[203]。
- Toshlは「Toshl 3択」を実施。「令和の大ヒットソング3択」をテーマに「香水」、「唱」、「Subtitle」から視聴者3択生投票によるカバーを披露した（太字が選ばれた曲）[192]。
- ゴールデンボンバーは、「女々しくて」を前年同様、「女々しくて 2023流行語ver.」として披露し、2023年の流行語による「ゴールデンボンバー2択」を実施。「六甲おろしっぽい女々しくて 〜熱湯風呂ver.〜」[204][205]、「アイドルっぽい女々しくて 〜強風オールバックver.〜」[204]の2曲から、視聴者2択生投票による生パフォーマンスを行った（太字が選ばれた曲）[192]。
- デビュー25周年を迎えたモーニング娘。は、5年ぶりのMステ出演[注 88]。現役・OGメンバーによるSPユニットでメドレーを披露した[206][207]。
- 齊藤京子とヒコロヒーがMCを務める同名のバラエティ番組から生まれたユニット・キョコロヒーは「After you!」をテレビ初披露した。なお、ヒコロヒーはスーパーライブがMステ初出演となった[208]。
- DA PUMPは、楽屋から登場する形で「U.S.A.」を披露。様々な楽屋をまわりつつ、乃木坂46、ano、ゴーちゃん。、 ゆりやんレトリィバァとコラボパフォーマンスを行いながら、メインステージまで向かった[209]。
- NiziUは「Paradise」を披露すると共に、ステージでは『映画ドラえもん のび太と空の理想郷』の主題歌を担当した縁から、ドラえもんの各キャラクターとパフォーマンスを行った。なお、メンバーのMAYAは体調不良により出演見合わせとなった[210]。
- MIKIKO×Rhizomatiks×三浦大知×SP Dancers×ELEVENPLAY×Perfumeは、生放送では初めてAI技術によるリアルタイムエフェクト演出のもとでパフォーマンスを行った[206]。
- L'Arc〜en〜Ciel、YOASOBIは2年ぶりのMステ出演となる。L'Arc〜en〜Cielは「snow drop」「READY STEADY GO」を、YOASOBIは「Biri-Biri」をそれぞれ披露した。YOASOBIのパフォーマンスではポケットモンスターの世界観を彩った演出となっており、曲のラストにはゲンガーが登場した[211]。
- トリは2年連続でゆずが担当。ダンサーと共に白い世界観を彩った演出で「ビューティフル」を披露した。
- この年の『報道ステーション』の年内最終放送日は前年同様12月28日で、この日の『報ステ』は放送休止した[212]。

### 第33回（2024年）
- 番組タイトル：『テレビ朝日開局65周年記念 ミュージックステーション スーパーライブ2024』[9][38]
- ロゴ表記：『▶／  MUSIC  STATIONMUSIC  STATION SUPERLIVE  ／ ／× SPECIAL FES in 2024 ×／▶』[9][213]
- 放送時間：12月27日 17:00 - 23:10（JST）[9][38][213]
- 視聴率：6.2%（世帯）・3.5%（個人）[注 67]、10.3%（世帯）・6.9%（個人）[注 68]（ビデオリサーチ調べ、関東地区・リアルタイム）

総合司会
- タモリ
- 鈴木新彩

エントランス（バックステージ）ナビゲーター
- 清塚信也[214]

アーティスト
| - AI - INI - aiko - あいみょん - ILLIT - 新しい学校のリーダーズ - ano - いきものがかり - Awich - aespa - XG - Omoinotake - Kis-My-Ft2 - King & Prince | - Creepy Nuts - こっちのけんと - ゴールデンボンバー - Saucy Dog - 櫻坂46 - THE RAMPAGE - 三代目 J SOUL BROTERS - ジェジュン - GENERATIONS - SUPER EIGHT - SUPER BEAVER - SixTONES - Stray Kids - Snow Man | - すずきまゆみ×清塚信也 - Da-iCE - 東京スカパラダイスオーケストラ - Travis Japan - なにわ男子 - Number_i - NiziU - 乃木坂46 - Vaundy - Perfume - B小町 - BE:FIRST - 日向坂46 - FRUITS ZIPPER | - BOYNEXTDOOR - MY FIRST STORY×HYDE - マカロニえんぴつ - ME:I - 三浦大知 - MISAMO - Mrs. GREEN APPLE - 屋比久知奈＆尾上松也 - ゆず - RIIZE - L'Arc～en～Ciel | コラボゲスト - 田島貴男（Original Love） - CANDY TUNE - SWEET STEADY - CUTIE STREET |

企画
- ディズニーメドレー
すずきまゆみ×清塚信也、屋比久知奈＆尾上松也
- STARTO最強恋うたカバーメドレー
King & Prince×なにわ男子、Kis-My-Ft2×Travis Japan
- オリンピックを彩ってきたスポーツ応援ソング
Mrs. GREEN APPLE、いきものがかり、ゆず
- アイドル48名コラボ
NiziU、ME:I、FRUITS ZIPPER、CANDY TUNE、SWEET STEADY、CUTIE STREET
- 2024年ヒットメドレー
FRUITS ZIPPER、ME:I、こっちのけんと×Da-iCE、Mrs. GREEN APPLE、Omoinotake、Da-iCE、ILLIT
- もう一度観たい！MステSUPER LIVE名曲BEST30

シークレットゲスト
- キンタロー。
- 長州小力
- 井手口佳暉

- 出演アーティストは60組（コラボレーション等を含む）。太字はこの年の『第75回NHK紅白歌合戦』に出場予定のアーティスト。11月29日に出演アーティスト第1弾49組[9][219][213]、12月6日に第2弾4組と企画・一部歌唱曲[215][220]、13日に歌唱曲[221][222]、19日に企画[217]、25日にメドレー・コラボ・中継の詳細[223]、放送当日27日にタイムテーブルが発表された[224][225]。
- “6時間最強生パフォーマンス”がテーマ。オープニングは「感謝カンゲキ雨嵐」（嵐）のイントロを経て[226]、花火の演出、番組タイトルのアニメーションで番組が開始された。また、第29回（2020年）から第31回（2022年）まで、幕張メッセを主会場、テレビ朝日本社第1スタジオを副会場として出演アーティストを分散していた体制をとり[注 89]、全アーティストが生パフォーマンスを行った[注 90][221]。一方、一部アーティストは中継での出演があり、Vaundyは『FM802 ROCK FESTIVAL RADIO CRAZY 2024』のステージから生中継で出演し、「風神」、「花占い」、「怪獣の花唄」を披露した[215][223]。
  - Vaundyのパフォーマンス前では、FM802のDJ大抜卓人からスーパーライブと中継がある旨を告げると、歓声とどよめきが起きたという[227]。このほか、大抜の呼びかけで、中継時での声出しのリハが行われた。また、ステージの合間にはVaundyがスーパーライブの話題に触れつつ、同会場を盛り上げていった[227]。その後、Mステからの中継ではVaundyとタモリのトークのほか、タモリによる観客への呼びかけに、大きな歓声と拍手で応える場面が見られた[227]。
- エントランス（バックステージ）ナビゲーターは清塚信也が担当。第31回（2022年）以来2回目となる。バックステージでは、出演アーティストに特製ティッシュをプレゼントした[214]。
- ゴールデンボンバーは「女々しくて」を3年連続で、「女々しくて 2024流行語ver.」として披露した[215]。
- ドラマ＆映画『【推しの子】』の劇中に登場するB小町は、Mステ初登場となる。映画のエンディング曲「SHINING SONG」を、地上波初披露かつ一夜限りのスペシャルバージョンでパフォーマンスした[215]。このほかNiziUは、大森元貴（Mrs. GREEN APPLE）とのコラボで大森が楽曲制作した「AlwayS」を披露した[215][223]。
- デビュー35周年を迎えた東京スカパラダイスオーケストラは、渋谷龍太（SUPER BEAVER）、aiko、田島貴男（Original Love）とコラボステージを披露[221]。また、こっちのけんとは、Da-iCEとコラボパフォーマンスで「はいよろこんで」を歌唱した[221]。
- アイドルコラボとして、NiziU、ME:I、KAWAII LAB.（FRUITS ZIPPER、CANDY TUNE、SWEET STEADY、CUTIE STREET）がYOASOBIの大ヒット曲「アイドル」をカバー。総勢48名によるパフォーマンスとなった[217][223]。
- 当初トリはL'Arc～en～Cielが務める予定だったが、直前に登場予定だったSnow Manがこの日、午後3時開演で京セラドーム大阪でコンサートを実施しており、強行スケジュールの中、大阪→東京の移動で幕張メッセへの到着が遅れるハプニングが発生した。急遽歌唱順が変更され、繰り上がってL'Arc～en～Cielがトリから2番手、Snow Manがトリを務めることになった。なお、Snow Manは全出演アーティストのハイライト後に無事到着した[228]。
  - Snow Manのパフォーマンス前には、タモリへのお願いとして、メンバーの阿部亮平が「ブラザービート」の最後のシェーポーズ（Snow Manが主演した同名映画のキャラクター・おそ松さんのポーズである）を一緒にしたいとリクエスト。タモリはこれを快諾し、曲の最後のシェーポーズをSnow Manと一緒に行った[228]。　
  - スーパーライブ終了後、メンバーの宮舘涼太、佐久間大介は、番組裏で放送されていた『ラヴィット!』（TBS）の特別番組『ゴールデンラヴィット!』へ同番組の終了直前に合流した[229]。なお、同番組にはBE:FIRSTのLEOも終了30分前に合流している[230]。
- タモリがゲスト出演した『徹子の部屋』年内最終放送日が、第22回（2013年）以来11年ぶりに重複した[231]。また、『報道ステーション』の年内最終放送後でのスーパーライブ開催が、第29回（2020年）以来4年ぶりとなった[232][233][234]。

## スタッフ

### 第33回（2024年）現在
- ナレーター：服部潤（2005年 - ）、上坂すみれ（2019年 - ）
- 構成：伊藤正宏、町山広美、樅野太紀、西澤公太郎、板倉輝、北健一郎
- テーマ音楽：松本孝弘（B'z）
- TM（テクニカルマネージャー）：福元昭彦（テレビ朝日）
- TD（テクニカルディレクター）・SW（スイッチャー）：住田清志（テレビ朝日）
- カメラ：錦戸浩司、佐藤邦彦（全員テレビ朝日）
- 音声：森永茂、吉村歩、中田孝也、平井保
- 音声受信基地：小宮立千
- VE（ビデオエンジニア）：木島洋、細谷公助
- インカム：安藤佳代子
- クレーン：江津千秋（NKL）
- テクノクレーン：河村成
- 技術アシスト：石松千穂、浅田康和
- 音響：佐藤友教
- 効果：小林功樹
- 編集：小池周平
- MA（マルチオーディオ）：萩原佳和
- 電源：志村紀幸、橋本正典
- ミニテクノ：坂野昇（SJP）
- 照明プロデューサー：中根鉄弥
- 照明：中根鉄弥、岩本真也、重藤貴志
- 照明アシスト：栗屋俊一、松山努、澤伸之、菅原佑介、小林和史、池谷祐介、大野精一、鈴木亮、栗本英之
- 美術統括：井積伸介
- 美術プロデューサー / デザインチーフ：出口智浩（テレビ朝日）
- 美術デザイン：小林尚弘（テレビ朝日）
- デザインアシスタント：小谷知博・谷口絵梨果・森崎愛美・崔美季（全員テレビ朝日）
- 美術進行：北浦浩一郎、山本和紀、田島えりか、樽崎仁志
- 基礎舞台：伊藤和彦
- 大道具：齋藤翔太
- ルーフ・イントレ・鉄骨：京葉レヂボン
- 電飾：佐伯直亮
- レーザー：ランダムエレクトロニクスデザイン
- 特殊装置：對馬淳一
- 特殊効果：吉川剛史
- アブスト装飾：
- 花装飾：長野敦子（フルール・ノンノン）
- アクリル装飾：斎田篤
- 風船装飾：滝戸誠
- 布装飾：ファイバーワーク
- 植木：藤田国康
- 造形：八代利江子
- 小道具：石川将太
- 衣装：金子光浩
- CGディレクション：横井勝
- オブジェ：神保金司
- トラス：倉成純一
- モニター：鈴木準司
- CGディレクション：横井勝（テレビ朝日）
- CGタイトル：村澤ちひろ、高井梓
- CGデザイン：南治樹、村野彫彦
- CGLED：山本裕之、佐藤信太郎
- CGマッピング：矢木秀和、真栄城樹
- CGSE・システム：澤口明子、山内光史、金井田敏郎、大山田里子
- CGアプリ：中村敦
- テロップ：小川龍也、神野幸代
- スタイリスト：山下貢理子（タモリ担当）、Moriyasu（並木万里菜アナ担当）
- ヘア&メイク：甲斐女衣花（タモリ担当）、MIKAMI・YASUHIRO（Pittura）（並木万里菜アナ担当）
- 衣装：金子光浩
- 編成：田中真由子、秋谷祥加（共にテレビ朝日）
- 宣伝：尾木実愛（テレビ朝日）
- 調査：瀬口大介、小野田哲弥
- TK（タイムキーパー）：長谷川夏子、草野麻里
- 設営管理：株式会社ムラヤマ
- 運営：サウンドマン
- 制作進行：澤野友美（テレビ朝日）
- ディレクター：増田哲英、高尾あずみ、早川大介、戸田将幸、中島翔（テレビ朝日本社・EXシアター中継、全員テレビ朝日）/常岡浩治、近藤正紀、田頭大輔、新田彩子、藤本達也、平澤祥多、野尻由紀子、田吹康、宮本大輔、松田咲紀、渡辺直哉（幕張メッセ、全員テレビ朝日）
- アシスタントプロデューサー（AP）：齊藤優美、今橋慎也、藤原万穂（テレビ朝日本社・EXシアター中継）/芦原真澄、工藤明日香（幕張メッセ）
- プロデューサー：上條昌樹、吉澤多聞、宮本勝寿（テレビ朝日本社・EXシアター中継）/利根川広毅、大坪大祐（幕張メッセ）
- 演出・プロデューサー：鬼久保美帆（テレビ朝日本社・EXシアター中継）
- 演出：藤沢浩一（幕張メッセ）
- ゼネラルプロデューサー：荒井祥之（テレビ朝日本社・EXシアター中継、テレビ朝日）/小田隆一郎（幕張メッセ、テレビ朝日）
- エグゼクティブプロデューサー：山本たかお[注 91]（テレビ朝日、以前はディレクター・演出 → プロデューサー → 一時離脱を経て現職 → チーフプロデューサー）
- 衣装協力：ORIHICA、KOOKAI、BEAMS
- 資料協力：oricon（オリコン）
- 制作協力：田辺エージェンシー
- 技術協力：テイクシステムズ、共立ライティング、テレテック、ロッコウプロモーション、TAMCO、テレビ朝日映像、トラストネットワーク、日放、TSP、NKL、レントアクト昭特、千代田ビデオ、さがみエンヂニアリング、KDDI、富士フイルム、オタリテック、Wind Audio Japan Co.Ltd
- 美術協力・字幕制作：テレビ朝日クリエイト
- 制作：テレビ朝日ミュージック
- 制作著作：テレビ朝日

### 歴代スタッフ
- ナレーター：ウォード・セクストン（1994年 - 2020年）、佐倉綾音（2018年）、神谷浩史（2019年 - 2022年）、小野寺一歩（2019年）
- 構成：飯田まち子、青木和佳、ほそかわ紀子、根田真児、小原信治
- スーパーバイザー：菅原正豊
- TM（テクニカルマネージャー）：阿部健彦、戸塚信也、大島秀一
- TP（テクニカルプロデューサー）：胡桃澤啓司
- TD（テクニカルディレクター）：大川戸元昭、宮田一、品本幸雄、大島秀一、二瓶友美、加藤英昭、胡桃澤啓司、堀田朗、斉藤竜也、若月潤都
- カメラ：大川戸元昭、福原正之、中村義孝、住田清志、大島秀一（2010年はTM兼任）、錦戸浩司、宮内大貴、高田格、大槻和也、千ヶ崎裕介
- SW（スイッチャー）：大川戸元昭、錦戸浩司
- VE：依田摂子、西山勝、小山恭司、木島洋、井上貴史、重藤貴志、斎藤弘幸、佐藤淳太、岡平伸一、平田壮之介 （全員テレビ朝日）
- 音声：新井八月、阿部健彦、江尻和茂、清水美都子、柳原健司、加藤翼、猪俣晃
- 音声受信基地：平井保
- インカム：走出啓、小川博
- 照明プロデューサー：高野安隆
- 照明：江頭儀浩、岩本真也、松山努、白川寛、五十嵐久夫、鈴木敏也、古田真司、鈴木敏也、眞如博之、五十嵐久夫、岡本勝彦、葛原宏一、廣瀬容子、栗屋俊一、吉川哲男、阿部勝則、駒伸之、松山努
- クレーン：浅田康和、河村成、板野昇
- 美術プロデューサー：錦貫冬樹
- 美術デザイン：金澤弘道、出口智浩、清野啓太、石井哲也、森永牧子
- 美術進行：齋藤直純、加藤正幸、十時健太、古閑洋司、柴田岳
- デザインアシスタント：山下高広、松島佑樹
- 技術アシスト：竹中崇将、塚崎真里、井上優美子、武田伸也、岩本真也、首藤康仁、麻生貴志
- 照明アシスト：中村真梨子、松山努、眞如博之、小林和史、白川寛、陽信之、巻嶋恵梨、鈴木敏也、五十嵐久夫、岩本慎也、大野精一、井場琢哉、栗屋俊一、阿部勝利、轟伸之、松山努、掛橋司、岩井千知、眞如博之、重藤貴志
- 音響：按田宗周
- 効果：菅野洋志
- 電源：千代正紀、真田茂、千代正紀、野宮和博、千代正紀
- 基礎舞台：米丸貴昭
- イントレ・トラス：倉成純一、斎藤政利、細田正利
- 特殊装置：深井将、田中徳一
- アクリル装飾：岡林和志、中尾信行
- 花装飾：神保金司
- 大道具：荒川康之、大窪学、松本友博
- 小道具：青木正幸
- 電飾：田岡知巳、富田智博、田岡知巳、松木忠昭、中川雄介
- 特殊効果：吉川剛史、釜田智志、大野晃一
- アブスト装飾：梶野明弘
- アクリル装飾：岡林和志、菊池博、日野直治
- モニター：安田佳弘
- タイトル・CG：横井勝
- CGデザイン：高井梓、松尾裕介、野沢栄二、村野彰彦、佐藤信太郎、横井勝、南治樹、吉原真生、大橋縁、矢木秀和、佐藤信太郎、村澤ちひろ
- CGバーチャル：中村敦、葛原健治
- CGLED：高井梓、澤口明子、南治樹、山本裕之、森治樹、佐藤信太郎
- テロップ：片桐幸三、神野幸代、小川龍也、小林宏嗣、原田甫
- スタイリスト：栄明美、堀切ミロ、相馬さとし、中原正登
- 編成：森大貴、二階堂義明、西岡佐知子、西勇哉、船引貴史、池田佐和子、瀧川恵、谷山沙要、山本文隆（全員テレビ朝日）
- 宣伝・広報：下恵子、中嶋哲也、天野貴代、宮田奈苗、平泉季里子、高橋夏子（全員テレビ朝日）
- TK（タイムキーパー）尾木みち、吉条雅美、満松美弥子
- FD（フロアディレクター）：吉岡祐也（テレビ朝日）
- アシスタントプロデューサー：上野洋輔（テレビ朝日）
- ディレクター：中村元一、山本隆夫、杉村全陽、清水克也、林雄一郎、佐藤信也、引地夏規、井上淳矢、山本和仁、舘智有里、尾崎敦朗、正野鉄也、松田征己、中野誠、新田彩子（全員テレビ朝日）
- 演出：成田信夫（テレビ朝日）
- プロデューサー：北村英一、藤井智久、西村裕明、清水克也、山内智未（全員テレビ朝日）
- 演出・プロデューサー：伊東寛晃（テレビ朝日）
- チーフプロデューサー：三倉文宏（テレビ朝日）
- 制作：皇達也（テレビ朝日）

## ネット局と放送時間
| 放送対象地域   | 放送局                       | 系列           | 放送曜日・時間                               | ネット局   | 備考                    |
| -------------- | ---------------------------- | -------------- | -------------------------------------------- | ---------- | ----------------------- |
| 関東広域圏     | テレビ朝日（EX）             | テレビ朝日系列 | 毎年12月18日 - 12月30日 金曜日 19:00 - 23:10 | 制作局     |                         |
| 北海道         | 北海道テレビ（HTB）          | テレビ朝日系列 | 毎年12月18日 - 12月30日 金曜日 19:00 - 23:10 | 同時ネット |                         |
| 青森県         | 青森朝日放送（ABA）          | テレビ朝日系列 | 毎年12月18日 - 12月30日 金曜日 19:00 - 23:10 | 同時ネット |                         |
| 岩手県         | 岩手朝日テレビ（IAT）        | テレビ朝日系列 | 毎年12月18日 - 12月30日 金曜日 19:00 - 23:10 | 同時ネット | 第5回（1996年）より開始 |
| 宮城県         | 東日本放送（khb）            | テレビ朝日系列 | 毎年12月18日 - 12月30日 金曜日 19:00 - 23:10 | 同時ネット |                         |
| 秋田県         | 秋田朝日放送（AAB）          | テレビ朝日系列 | 毎年12月18日 - 12月30日 金曜日 19:00 - 23:10 | 同時ネット |                         |
| 山形県         | 山形テレビ（YTS）            | テレビ朝日系列 | 毎年12月18日 - 12月30日 金曜日 19:00 - 23:10 | 同時ネット | 第2回（1993年）より開始 |
| 福島県         | 福島放送（KFB）              | テレビ朝日系列 | 毎年12月18日 - 12月30日 金曜日 19:00 - 23:10 | 同時ネット |                         |
| 新潟県         | 新潟テレビ21（UX）           | テレビ朝日系列 | 毎年12月18日 - 12月30日 金曜日 19:00 - 23:10 | 同時ネット |                         |
| 長野県         | 長野朝日放送（abn）          | テレビ朝日系列 | 毎年12月18日 - 12月30日 金曜日 19:00 - 23:10 | 同時ネット |                         |
| 静岡県         | 静岡朝日テレビ（SATV）       | テレビ朝日系列 | 毎年12月18日 - 12月30日 金曜日 19:00 - 23:10 | 同時ネット |                         |
| 石川県         | 北陸朝日放送（HAB）          | テレビ朝日系列 | 毎年12月18日 - 12月30日 金曜日 19:00 - 23:10 | 同時ネット |                         |
| 中京広域圏     | 名古屋テレビ（メ〜テレ/NBN） | テレビ朝日系列 | 毎年12月18日 - 12月30日 金曜日 19:00 - 23:10 | 同時ネット |                         |
| 近畿広域圏     | 朝日放送テレビ（ABC TV）     | テレビ朝日系列 | 毎年12月18日 - 12月30日 金曜日 19:00 - 23:10 | 同時ネット |                         |
| 広島県         | 広島ホームテレビ（HOME）     | テレビ朝日系列 | 毎年12月18日 - 12月30日 金曜日 19:00 - 23:10 | 同時ネット |                         |
| 山口県         | 山口朝日放送（yab）          | テレビ朝日系列 | 毎年12月18日 - 12月30日 金曜日 19:00 - 23:10 | 同時ネット | 第2回（1993年）より開始 |
| 香川県・岡山県 | 瀬戸内海放送（KSB）          | テレビ朝日系列 | 毎年12月18日 - 12月30日 金曜日 19:00 - 23:10 | 同時ネット |                         |
| 愛媛県         | 愛媛朝日テレビ（eat）        | テレビ朝日系列 | 毎年12月18日 - 12月30日 金曜日 19:00 - 23:10 | 同時ネット | 第4回（1995年）より開始 |
| 福岡県         | 九州朝日放送（KBC）          | テレビ朝日系列 | 毎年12月18日 - 12月30日 金曜日 19:00 - 23:10 | 同時ネット |                         |
| 長崎県         | 長崎文化放送（ncc）          | テレビ朝日系列 | 毎年12月18日 - 12月30日 金曜日 19:00 - 23:10 | 同時ネット |                         |
| 熊本県         | 熊本朝日放送（KAB）          | テレビ朝日系列 | 毎年12月18日 - 12月30日 金曜日 19:00 - 23:10 | 同時ネット |                         |
| 大分県         | 大分朝日放送（OAB）          | テレビ朝日系列 | 毎年12月18日 - 12月30日 金曜日 19:00 - 23:10 | 同時ネット | 第2回（1993年）より開始 |
| 鹿児島県       | 鹿児島放送（KKB）            | テレビ朝日系列 | 毎年12月18日 - 12月30日 金曜日 19:00 - 23:10 | 同時ネット |                         |
| 沖縄県         | 琉球朝日放送（QAB）          | テレビ朝日系列 | 毎年12月18日 - 12月30日 金曜日 19:00 - 23:10 | 同時ネット | 第4回（1995年）より開始 |

### 過去のネット局
- BS朝日 - 2004年から2012年まで数日遅れで放送していた（上述）。
- 高知放送（日本テレビ系列） - 年明けに遅れネットしていた（時期不明）。